# Thiên hoàng Minh Trị
Minh Trị Thiên hoàng (明治天皇 Meiji-tennō, 3 tháng 11 năm 1852 – 30 tháng 7 năm 1912) là vị Thiên hoàng thứ 122 của Nhật Bản theo Danh sách Thiên hoàng truyền thống, trị vì từ ngày 13 tháng 2 năm 1867 tới khi qua đời. Ông được đánh giá là một vị minh quân có công lớn nhất trong lịch sử Nhật Bản, đã canh tân và đưa Nhật Bản trở thành một quốc gia hiện đại, thoát khỏi nguy cơ trở thành thuộc địa của các nước đế quốc phương Tây giữa lúc chủ nghĩa thực dân đang phát triển mạnh.
Tên húy Minh Trị là Mutsuhito (睦仁 (Mục Nhân)). Cũng như các vua trước, ông chỉ được gọi bằng thụy hiệu sau khi chết, dù đôi khi ông được gọi là Nhật hoàng Mutsuhito hoặc đơn giản là Mutsuhito ở ngoài nước Nhật Bản. Ở Nhật Bản, ngoài trường hợp là người thân trong Hoàng gia, ai nói tên thật của Thiên hoàng sẽ bị xem là phạm húy. Khi Thiên hoàng qua đời, người kế vị của ông sẽ đặt niên hiệu mới cho mình. Vốn là vị Thiên hoàng trong thời kỳ Minh Trị, ông được biết với tên gọi Minh Trị Thiên hoàng.
Minh Trị lên ngôi trong bối cảnh Nhật Bản đang có sự thay đổi đầy biến động. Giữa thế kỷ XIX, chuyến thăm của Phó đề đốc Hoa Kỳ Matthew Calbraith Perry đã chấm dứt chính sách bế quan tỏa cảng của Mạc phủ Tokugawa. Sau một loạt hiệp ước bất bình đẳng với phương Tây, Nhật Bản đứng trước khủng hoảng dân tộc và chế độ Mạc phủ phải đối mặt với sự thù địch trong nước. Năm 1867, Mutsuhito lên kế vị vua cha khi mới 15 tuổi. Được sự hỗ trợ của các lãnh chúa (daimyō) và giai cấp tư sản, Minh Trị ép Shōgun Tokugawa Keiki phải nhượng lại quyền bính cho hoàng gia. Tuy nhiên, Keiki lại tập hợp phe cánh dấy binh chống Thiên hoàng. Quân các lãnh chúa phiên Satsuma hay Chōshū đã đánh bại được Mạc phủ. Có điều, trong suốt thời gian chiến tranh, Minh Trị không có khả năng cầm quyền, chỉ là vua bù nhìn của phe chống Mạc phủ. Sau chiến thắng, các công thần của cuộc chiến nắm giữ thực quyền, thực hiện cải cách theo xu hướng tư bản chủ nghĩa. Sự chuyển biến về tính cách của Minh Trị trong thời gian đó đã đặt nền tảng cho quá trình đích thân chấp chính sau nhiều biến động trong các năm 1877 - 1878.
Minh Trị đã thực hiện cuộc Minh Trị duy tân theo xu hướng tư bản chủ nghĩa, dời đô từ Kyōto về Tōkyō, bóp chết phong trào Tự do Dân quyền và ban hành bản Hiến pháp đầu tiên trong lịch sử Nhật Bản (1889), Nhật Bản trở thành nước theo thể chế quân chủ lập hiến. Dù là cuộc cách mạng tư sản không triệt để, Minh Trị Duy Tân đã tạo điều kiện cho nước Nhật phát triển theo đường lối tư bản chủ nghĩa và đế quốc chủ nghĩa, rồi còn bành trướng ra nước ngoài. Với chiến thắng trước Trung Quốc thời Mãn Thanh trong Chiến tranh Thanh-Nhật, và đế quốc Nga trong Chiến tranh Nga-Nhật, Nhật Bản vươn lên đứng hàng ngũ các cường quốc trên thế giới. Ngoài ra, giáo dục cũng là một lĩnh vực mà Thiên hoàng Minh Trị quan tâm đến.
Mặc dù không phải tất cả những sự kiện trên đều do một mình Thiên hoàng Minh Trị làm ra, nhưng tất cả được thực hiện dưới "Thánh chỉ của Thiên hoàng" và dĩ nhiên ông có nhiều đóng góp, dính líu đến trong đó. Vì vậy, Thiên hoàng Minh Trị được nhiều người chú ý nhất trong số các Thiên hoàng Nhật Bản và được xem là người đặt nền móng cho sự "thần kỳ của Nhật Bản". Những nhà lãnh đạo trong triều đình Minh Trị cũng cố gắng đưa Thiên hoàng trở thành biểu tượng của sự thống nhất và lòng trung thành của dân tộc Nhật Bản, dựa trên niềm tin Hoàng gia thiêng liêng, là con cháu của Thiên Chiếu Ngự Đại Thần Amaterasu-ōmikami. Có người tôn vinh ông, nhưng bên cạnh đó cũng có người chỉ trích ông - một "đinh chốt của chủ nghĩa tư bản" (theo Kōtoku Shūsui) - một cách thẳng tay. Trong những năm đầu triều đại ông, pháp nạn Phật giáo xảy ra ở Nhật Bản. Về cuối đời, nhà vua đã thoát khỏi một âm mưu ám sát do Kōtoku Shūsui thực hiện (1910).

## Thân thế và tuổi nhỏ

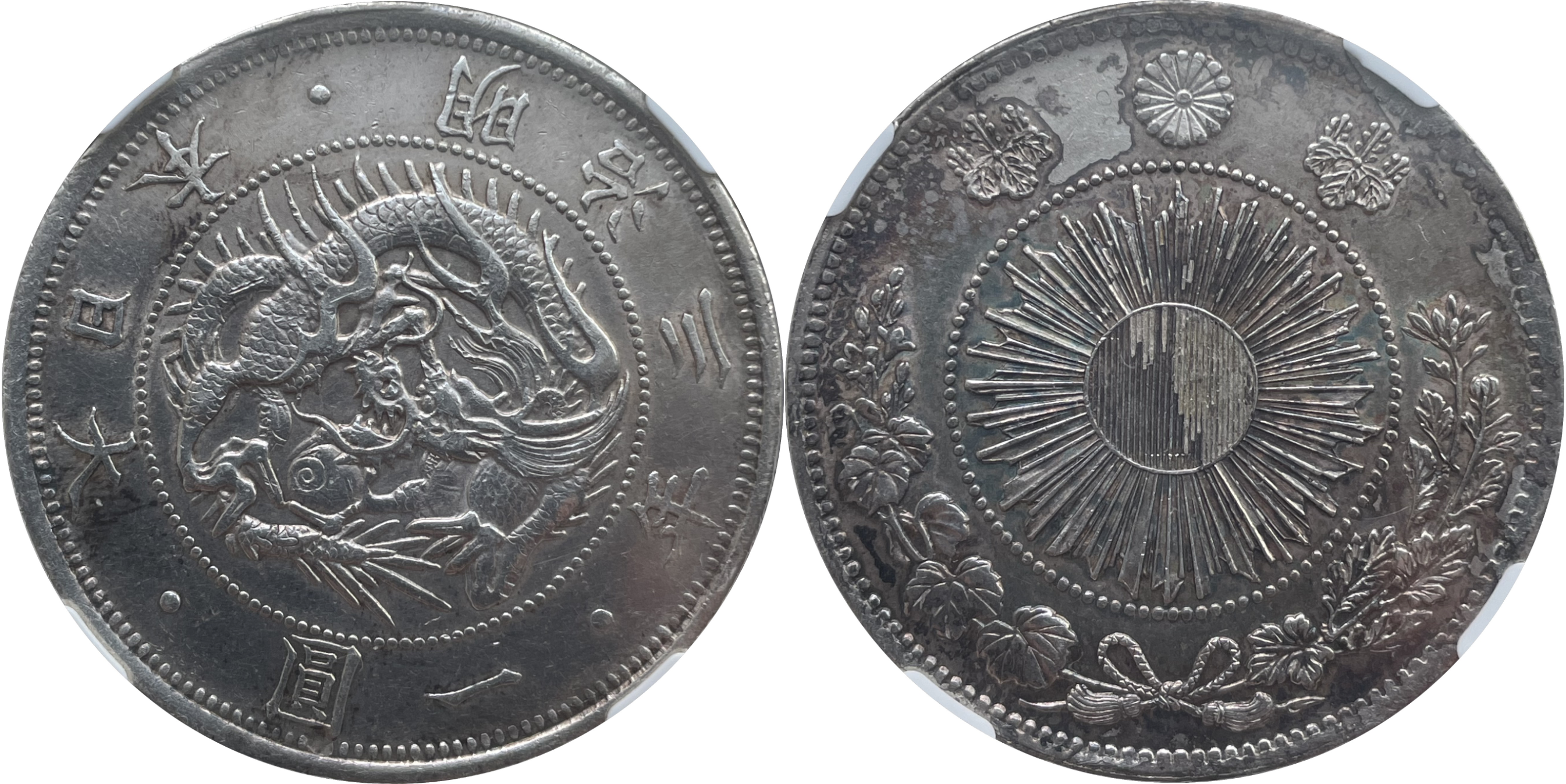
Xu bạc: 1 yen phiên bản đầu tiên được đúc dưới thời trị vì của Thiên hoàng Minh Trị, năm thứ 3 - 1870; Đây là tiền tiêu chuẩn lưu hành trong nước, đường kính 38,58 mm, lớn tương đương với xu 1 đô la thương mại Nhật (1876-1878), nhưng trọng lượng thì ít hơn 0,26 gam; 1 yen phiên bản đầu tiên có đường kính lớn hơn 1 yên phiên bản thứ 2 đúc trong giai đoạn 1887 - 1912

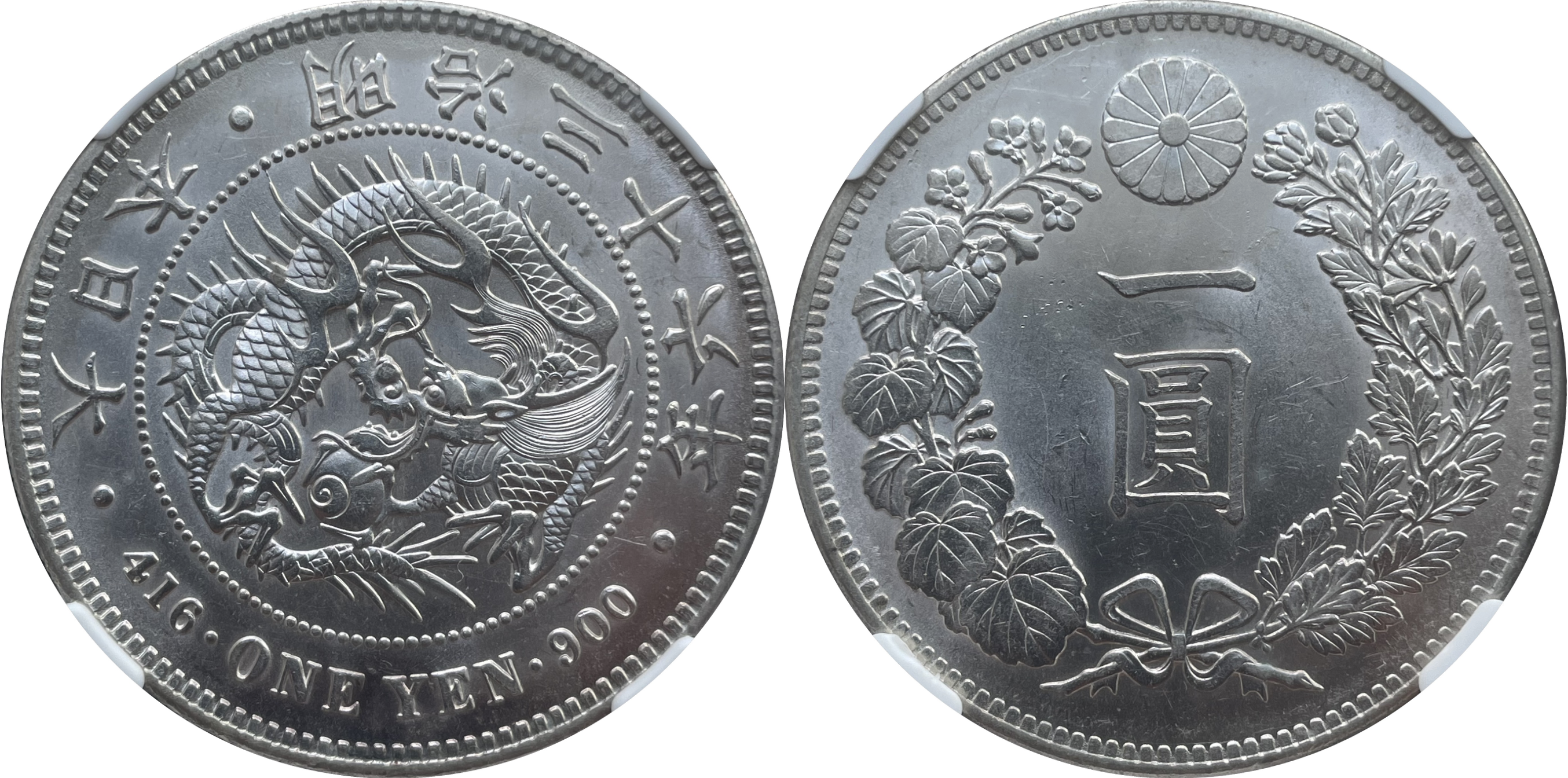
Xu bạc: 1 yen phiên bản thứ 2 và cũng là phiên bản cuối cùng được đúc mang niên hiệu Minh Trị; Phiên bản đầu chỉ được đúc duy nhất 1 năm 1870, nhưng phiên bản thứ 2 thì đúc từ năm 1887 đến khi Minh Trị băng hà vào năm 1912; Tỷ lệ bạc và trọng lượng xu trong phiên bản 2 tương đương với phiên bản 1, nhưng đường kính thì nhỏ hơn phiên bản đầu 0,48 mm

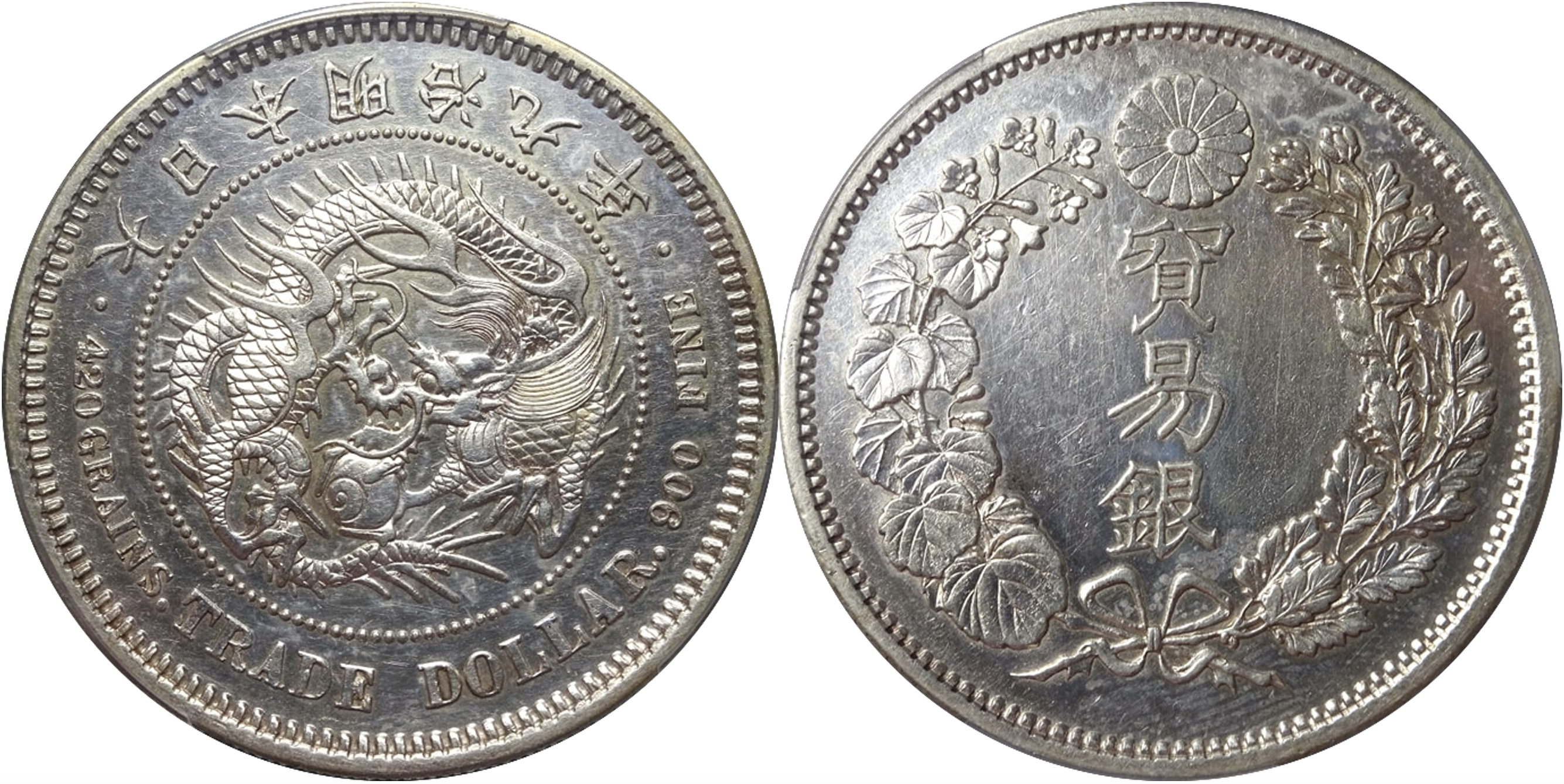
Xu bạc: 1 Dollar rồng Thương mại Nhật Bản, đúc năm 1876, niên hiệu Meiji năm thứ 9; tiền tệ này được đúc chỉ để phục vụ thương mại ở nước ngoài, có trọng lượng lớn hơn xu 1 yen tiêu dùng trong nước 0,26 gam.

Hoàng tử Mutsuhito chào đời ngày 3 tháng 11 năm 1852, là con trai thứ của Thiên hoàng Kōmei. Mẹ ông là thị nữ Nakayama Yoshiko (中山慶子, Trung Sơn Khánh Tử, 1834 – 1907), con gái của lãnh chúa Nakayama Tadayasu thuộc gia tộc Fujiwara, đã có lúc giữ chức Tả đại thần. Dưới triều Kōmei và Minh Trị sau này, Hoàng gia gặp nhiều bi kịch: ngoài Mutsuhito, tất cả năm người con khác của Thiên hoàng Kōmei đều chết khi còn thơ ấu. Bản thân Thiên hoàng Minh Trị cũng có 15 người con, mà trong số đó chỉ có năm người không bị chết yểu.
Vị hoàng tử trẻ được đặt ngự hiệu là "Hữu cung" (さちのみや, Sachi-no-miya). Phần lớn thời thơ ấu của ông trôi qua tại gia đình Nakayama ở kinh đô Kyōto, theo phong tục ủy thác nuôi dưỡng trẻ em Hoàng gia cho các thành viên ưu tú của cung đình. Mutsuhito bắt đầu học khi chín tuổi. Theo sử sách, ông là một học sinh thờ ơ, và, về cuối đời, ông đã viết những bài thơ tỏ lòng ân hận rằng bản thân ông đã không chuyên tâm hơn trong môn tập viết. Ngày 11 tháng 7 năm 1860, ông chính thức được nhận nuôi bởi Asako Nyōgō (sau này là Anh Chiếu Hoàng thái hậu), nữ ngự (nyogo) của Thiên hoàng Kōmei. Ông được đổi tên là Mutsuhito (Mục Nhân - hàm nghĩa đối xử với mọi người hòa mục, nhân từ), được phong chức Thân vương (Shinnō), lại được phong chức Hoàng thái tử (Kōtaishi) cùng ngày.
Theo sách 10 Đại hoàng đế thế giới của Trung Quốc, tên gọi Mutsuhito đúng là hợp với vẻ ngoài của hoàng tử lúc đó. Ngay từ lúc nhỏ, ông chỉ quanh quẩn với các cung nữ và sống cách biệt với thế giới bên ngoài, lại còn được cha mẹ hết sức cưng chiều, yêu quý, nên Mutsuhito trở thành một cậu bé nhút nhát, yếu đuối và hay sợ sệt. Tháng 8 năm 1864, binh sĩ của Mạc phủ và phiên bang Chōshū (Trường Châu) đánh nhau với quân của phiên Long Ma tại cửa Hoàng cung, và tiếng súng nổ trong trận đánh đã khiến Mutsuhito té xỉu vì quá sợ, và sau khi tỉnh dậy đứa trẻ vẫn còn chui rúc vào lòng các cung nữ để trốn, tỏ ra không có một tí can đảm nào cả. Nhiều triều thần sợ rằng, theo đà tiến triển của cuộc xung đột giữa chính quyền Mạc phủ và các lực lượng chống đối thì hai bên lại có thể đánh nhau ở kinh đô Kyōto, và lúc này Mutsuhito sẽ chết vì quá sợ.
Claude Farrère, một tiểu thuyết gia có tên tuổi ở Pháp, thường lấy người võ sĩ Nhật làm đề mục trong các tác phẩm của mình. Claudre Farrère đề cao một Tướng quân người Nhật là Nogi Maresuke (乃木希典, Nãi Mộc Hy Điền) và kể rằng, thuở bé, Mutsuhito và Maresuke là học sinh trong cùng một trường. Có lần, Maresuke phạm sai lầm, bị thầy mắng. Maresuke quyết định phải tự sát, với danh dự là nguyên nhân. Tuy nhiên, Đông cung Thái tử Mutsuhito không cho Maresuke tự sát, vì nhận thấy Maresuke là một người có khả năng, về sau người này sẽ thành danh và lập nhiều công lao cho đất nước. Ông bảo:
"Ta là vua của ngươi: sự lỗi lầm đó ta gánh vác dùm cho, ta biểu người cứ việc sống."
Phần lớn tuổi trẻ của Thiên hoàng Minh Trị chỉ được biết qua các ghi nhận về sau. Theo Donald Keene, tác giả cuốn Emperor of Japan: Meiji and His World, 1852–1912, các ghi nhận thường có sự mâu thuẫn. Một người đương thời mô tả ông là một người to khỏe, hơi giống một tên du côn và thể hiện tài năng xuất chúng trong môn sumo. Theo những ghi nhận khác, ông là một người mảnh khảnh và hay bị ốm. Một số người viết tiểu sử Minh Trị nói ông đã ngất xỉu khi nghe tiếng súng lần đầu tiên, nhưng điều này bị bác bỏ bởi một số người khác.
Tuy nhiên, do thân thế là một hoàng tử nên Mutsuhito cũng bị tiêm nhiễm phải nhiều thói tật không lành mạnh của một đứa trẻ quý tộc, ví dụ như ông thiếu sự đồng cảm với những người yếu thế. Một lần nọ, thấy một cụ già bị sẩy chân té xuống nước, Mutsuhito không những không kêu người đến cứu mà còn phá lên cười khoái chí. Dạo khác, Mutsuhito mang kéo đi cắt phá tan hoang những cành dây leo trang trí trong hành lang cung vua, rồi vu khống cho người khác. Và việc cầm khẩu súng bắn nước đi chọc phá các cung nữ cũng là một trò vui của tiểu hoàng tử.

## Quá trình lên ngôi đầy sóng gió

### Bối cảnh lịch sử
Kể từ thế kỷ XII, Nhật nằm dưới sự thống trị của chế độ quân phiệt của Chinh Di Đại tướng Quân. Mãi đến thế kỷ XIX, trong suốt thời niên thiếu của hoàng tử Mutsuhito, nhà nước phong kiến Nhật Bản đang trong buổi giao thời giữa cái cũ và cái mới:
- Trước năm 1853:

Mạc phủ Tokugawa được thành lập vào thế kỷ XVII. Dưới chế độ này, Chinh Di Đại tướng Quân (Sei-i Daishōgun) là người trị vì Nhật Bản. Dưới trướng Chinh Di Đại tướng Quân có tới hàng trăm Phiên bang, có thể chế chính trị, pháp luật, tiền tệ, quan thuế và cả đo lường riêng biệt. Năm 1615, Chinh Di Đại tướng Quân đầu tiên của nhà Tokugawa, Tokugawa Ieyasu, người đã chính thức từ ngôi, cùng với con là Tokugawa Hidetada, Chinh Di Đại tướng Quân trên danh nghĩa, đã ban bố bộ luật quy định vai trò của tầng lớp quý tộc. Theo đó, Thiên hoàng chỉ dành thời gian vào nghệ thuật và học vấn, trong khi Chinh Di Đại tướng Quân có thể ra lệnh cho cấp dưới mà không cần thông qua ý kiến hoặc sự đồng ý từ Thiên hoàng. Thời bấy giờ, Nhật là một quốc gia có nền nông nghiệp lạc hậu, giáo dục không được quan tâm, bảo thủ về mặt chính trị và văn hóa Các lãnh chúa phong kiến với bộ máy thống trị quản lý lãnh địa, tự cô lập mình bằng thanh gươm võ sĩ, trong khi cả xã hội Nhật là một nền nông nghiệp lạc hậu, nền giáo dục bị khép kín, chính trị thì bảo thủ và sự phát triển của văn hóa không được nhanh,...
Ít lâu sau khi lên nắm quyền, Mạc phủ Tokugawa ban bố chính sách Sakoku, giới hạn nghiêm ngặt việc giao thương với người nước ngoài và cấm đoán đạo Ki-tô. Tuy vậy, điều này không có nghĩa là ngoại thương hoàn toàn chấm dứt trong hai thế kỷ trước năm 1854. Người Nhật vẫn buôn bán với nhà Triều Tiên thông qua đảo Đối Mã, Nhà Thanh qua quần đảo Nansei và Hà Lan qua thương điếm Dejima (Xích Đảo), một hòn đảo nhân tạo nằm ngoài khơi cảng Nagasaki. Người Hà Lan là dân tộc phương Tây duy nhất được buôn bán với người Nhật vào thời đó. Nhờ sự tiếp xúc với người Hà Lan, các nghiên cứu khoa học của phương Tây vẫn tiếp tục được tiếp thu trong thời kỳ này với cái tên "Lan học" (Rangaku), cho phép người Nhật học hỏi và làm theo phần lớn các bước của Cách mạng khoa học và Cách mạng công nghiệp.. Một số người thuộc tầng lớp võ sĩ, nhận được sự giáo dục tốt thì bắt đầu tìm tòi con đường cải cách. Mối quan hệ buôn bán hạn chế với Hà Lan đã phần nào giúp chủ nghĩa tư bản phương Tây thâm nhập vào xã hội phong kiến Nhật Bản và đẩy nhanh sự sụp đổ của nó, vốn đã rạn nứt nghiêm trọng trong suốt một thời gian dài trước đó.
- Từ năm 1853:

Phó đề đốc Hải quân Hoa Kỳ là Matthew Calbraith Perry đem bốn tàu chiến (được người Nhật gọi là "Những con tàu đen") tới vịnh Edo (Tōkyō ngày nay) vào tháng 7 năm 1853. Perry yêu cầu Nhật Bản mở cửa, và đe dọa rằng người Nhật sẽ chuốc lấy hậu quả về quân sự nếu họ không đồng ý mở cửa. Năm 1854, Matthew C. Perry lại mang một hạm đội 9 chiếc tàu chiến, bắt chính quyền Mạc phủ ký một hiệp định buôn bán bất bình đẳng và sau 200 năm thực hiện chính sách sakoku, Nhật Bản cuối cùng phải nhượng bộ cho thế lực thương mại nước ngoài. Tiếp đó, các nước đế quốc phương Tây như Hà Lan, Anh, Pháp, Nga, ... cũng đua nhau tới và ép Mạc phủ ký các hiệp ước tương tự. Việc mất đi một loạt chủ quyền quốc gia khiến Nhật Bản đứng trước cuộc khủng hoảng dân tộc và này gây bất mãn trong quần chúng nhân dân. Chính quyền Mạc phủ sớm đối mặt với sự thù địch ở trong nước, được cụ thể hóa thành phong trào bài ngoại "Tôn hoàng, nhương di", tức nâng cao uy tín Thiên hoàng, đánh đuổi người ngoại quốc ra khỏi xứ sở. Các Phiên bang vùng Tây Nam Nhật Bản - vốn từ lâu bất mãn với Mạc phủ - đã nhân cơ hội này đi rêu rao khắp nơi rằng chính quyền Mạc phủ câu kết với người nước ngoài, bán đứng chủ quyền quốc gia; mưu dùng chiêu bài "Tôn hoàng, nhương di" để lật đổ chế độ Mạc phủ.

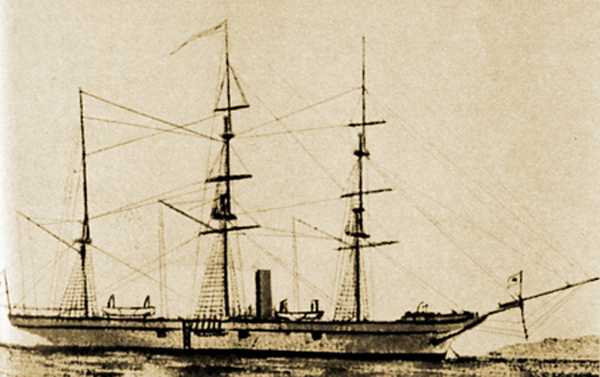
Kanrin Maru, tàu chiến hơi nước chạy chân vịt đầu tiên của Nhật, năm 1855. Mạc phủ hăng hái theo đuổi quá trình hiện đại hóa, nhưng đối mặt với sự bất mãn ngày càng tăng ở trong nước chống lại mối nguy với chủ quyền quốc gia vì các mối liên hệ với phương Tây.

Thiên hoàng Kōmei ủng hộ xu thế này, và - phá vỡ truyền thống hàng thế kỷ của Hoàng gia - bắt đầu giữ vai trò chủ động trong công việc triều chính: khi cơ hội đến, Thiên hoàng phản đối lại các hiệp ước và cố can dự vào việc nối chức Chinh Di Đại tướng Quân. Đỉnh cao nỗ lực của Thiên hoàng Kōmei là vào tháng 3 năm 1863 với "Nhương di sắc mệnh". Mặc dù Mạc phủ không có ý thi hành chiếu chỉ, điều này sau này lại hại chính Mạc phủ và người nước ngoài ở Nhật Bản: sự kiện nổi tiếng nhất là việc thương nhân Charles Lennox Richardson bị sát hại, và cái chết của Richardson đã khiến Mạc phủ phải trả tiền bồi thường lên đến 10 vạn bảng Anh. Những cuộc tấn công khác bao gồm việc bắn phá tàu ngoại quốc tại Shimonoseki.
Trong năm 1864, những hành động này bị các thế lực ngoại quốc đáp trả dữ dội, ví dụ như vụ bắn phá Kagoshima của quân Anh và bắn phá Shimonoseki của liên quân các nước. Cùng lúc, quân đội Chōshū, cùng với những ronin bài ngoại, tiến hành cuộc nổi loạn Hamaguri cố chiếm kinh đô Kyōto, nhưng Chinh Di Đại tướng Quân tương lai là Tokugawa Keiki dẫn đầu đội quân chinh phạt và đánh bại họ. Vào lúc này, sự kháng cự trong giới lãnh đạo phiên bang Chōshū cũng như triều đình giảm xuống, nhưng vài năm sau, Mạc phủ Tokugawa không thể kiểm soát được toàn bộ đất nước nữa khi mà phần lớn các lãnh chúa đại danh bất tuân các mệnh lệnh và yêu cầu từ kinh đô Edo (Giang Hộ).
Nhận thức về tình hình chính trị náo loạn của Hoàng thái tử Mutsuhito được tác giả Keene xem là không chắc chắn. Trong thời gian này, ông học thơ Hòa ca (tanka), đầu tiên học với vua cha Kōmei, sau học với các nhà thơ của cung đình.

### Lên ngôi và lật đổ chế độ Mạc phủ
Sau cuộc đảo chính nội bộ và cuộc nổi loạn cách tân của phiên bang Chōshū bị Mạc phủ cử quân viễn chinh dẹp tan, phiên bang Chōshū bí mật liên minh với phiên bang Satsuma, và tìm cách liên minh với phiên bang Tosa. Tuy vậy, cuối năm 1866, đầu tiên là Chinh Di Đại tướng Quân Tokugawa Iemochi (Đức Xuyên Gia Mậu) và sau đó đến năm 1867 Thiên hoàng Kōmei qua đời, hưởng dương 36 tuổi. Vào tháng 1 năm 1867, Thiên hoàng Kōmei lâm bệnh nặng. Thiên hoàng có vẻ như đã bình phục, nhưng bệnh tình đột ngột trở nên tồi tệ hơn và Thiên hoàng qua đời vào ngày 30 tháng 1 năm 1867. Nhiều sử gia cho rằng Thiên hoàng Kōmei đã bị đầu độc, nhưng quan điểm này không được biết vào thời gian đó: Nhà ngoại giao người Anh là Ernest Mason Satow viết, "Khó mà phủ nhận rằng việc [Nhật hoàng Kōmei] qua đời, để lại người kế vị một cậu bé ở tuổi 15 hoặc 16, [đúng 14 tuổi], là sự kiện xảy ra thật đúng lúc". (nguyên văn: "it is impossible to deny that [the Emperor Kōmei's] disappearance from the political scene, leaving as his successor a boy of fifteen or sixteen [actually fourteen], was most opportune")
Tokugawa Keiki (Đức Xuyên Khánh Hỉ, 1837 – 1913) lên kế vị chức "Chinh Di Đại tướng Quân". Trước đây vốn là người thuộc phái cải cách, Keiki đã thực hiện một nỗ lực cuối cùng nhằm hiện đại hóa chính quyền Mạc phủ và biến Nhật Bản thành một quốc gia theo cơ cấu Tây phương. Còn Thái tử Mutsuhito - lúc này chỉ là một đứa trẻ 14 tuổi rưỡi - được mọi người tôn làm Thiên hoàng, chính thức lên nối ngôi ngày 3 tháng 2 năm 1867, trong một nghi lễ ngắn ở kinh thành Kyōto. Những sự kiện này tạo ra "một xu thế không thể tránh khỏi".
Đứng trước tin này, lực lượng chống Mạc phủ ngay lập tức đề ra kế hoạch nắm lấy miếng "Ngọc" - tức khống chế Thiên hoàng rồi sau đó sẽ "ôm lấy Ngọc" - tức lợi dụng danh nghĩa Thiên hoàng để tiêu diệt chính quyền Mạc phủ. Lúc này, theo 10 đại hoàng đế thế giới, tân Thiên hoàng Mutsuhito chỉ là một đứa trẻ, suốt ngày cứ chơi đùa với các cung nữ một cách vô ý thức. Ông hoàn toàn không có năng lực và kinh nghiệm chấp chính, chỉ làm một vị vua bù nhìn, đóng dấu và ký tên vào những văn kiện đã được soạn thảo sẵn. Trong thời gian này ông cũng tiếp tục học tập, nhưng không học về những vấn đề chính trị. Tuy nhiên, trang in điện tử Liên hiệp các hội khoa học và kỹ thuật Việt Nam (dẫn nguồn từ Tạp chí "Nhà quản lý" số 27 tháng 9/2005) có ghi nhận khác:
...hoàng tử Mutsuhito đã sớm nhận thấy thực trạng suy kiệt, bi đát của đất nước cũng như nhận thấy nguy cơ của chủ nghĩa thực dân phương Tây đang ngày càng hiển hiện, đe dọa nền độc lập dân tộc. Trước tình hình đó, ông cùng với những người theo chủ nghĩa dân tộc cấp tiến quyết tâm đưa đất Nhật trở nên hùng mạnh. Biểu hiện đầu tiên của quyết tâm này là ngay sau khi lên ngôi, Mutsuhito đã lấy niên hiệu là Minh Trị (Meiji - tức nền chính trị sáng suốt).
Đầu tiên, Iwakura Tomomi (Nham Thương Cụ Thị) - một người hầu cũ của Thiên hoàng Kōmei - trước tiên lôi kéo số công khanh trong triều đình, thuyết phục họ đứng về phía chống Mạc phủ, cùng nhau thao túng Thiên hoàng. Họ khuyên Thiên hoàng ban lệnh ân xá cho tất cả những thành viên chống Mạc phủ đang bị giam trong tù. Sau đó, vào ngày 8 tháng 11 năm 1867, họ thuyết phục ông xuống mật chiếu chinh phạt lực lượng Mạc phủ do Tokugawa Keiki đứng đầu. Đến hôm sau (9 tháng 11), mật chỉ của Thiên hoàng Minh Trị đã được truyền xuống hai phiên bang Satsuma và Chōshū.. Tờ mật chỉ có đoạn:
| “         | Không thảo phạt được tên giặc này thì đối với trên làm sao đáp tạ được thần linh của tiên đế, đối với dưới làm sao trả được thâm thù của muôn dân ? | ” |
| — Mật chỉ | |   |

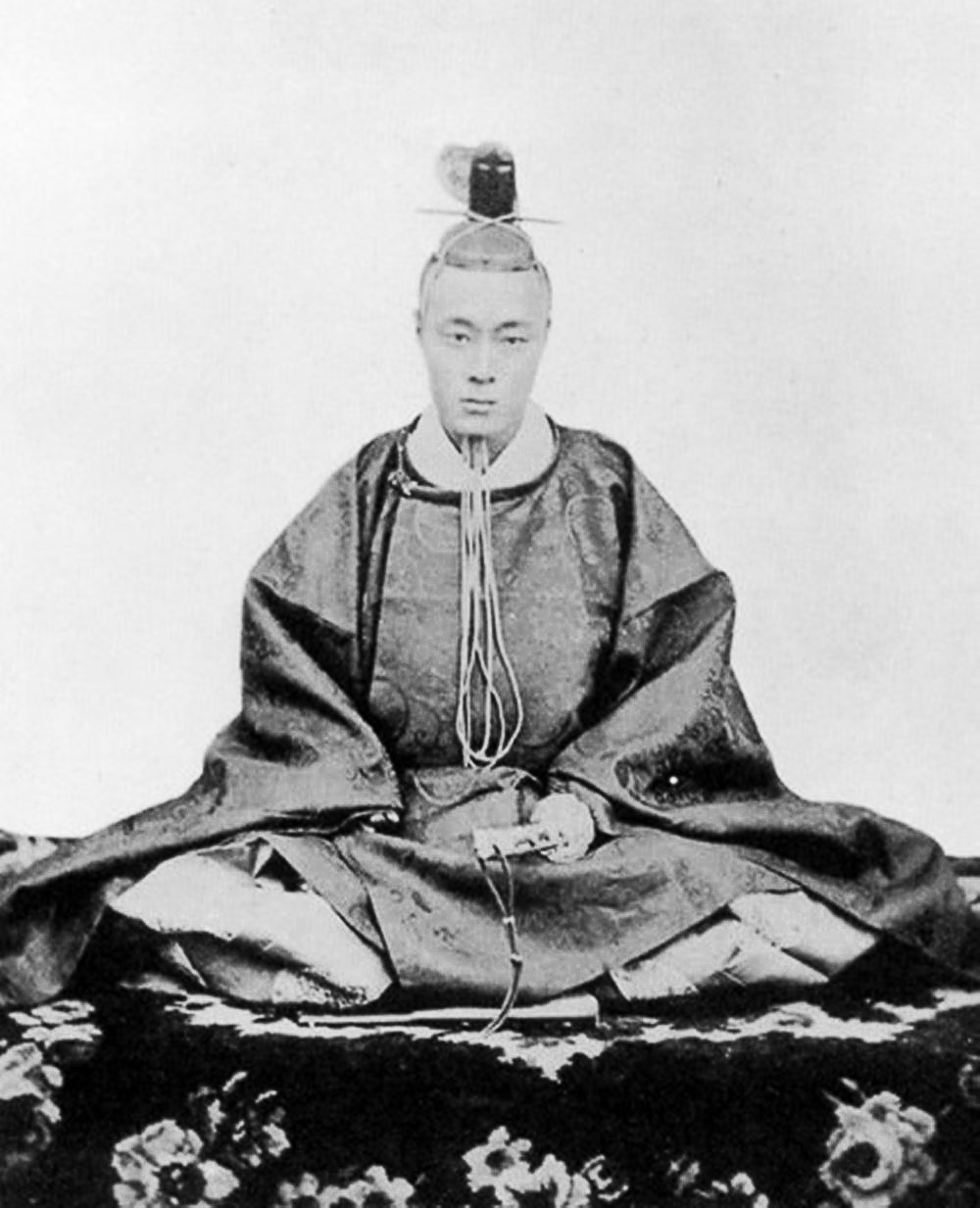
Chinh Di Đại tướng Quân Tokugawa Keiki, ảnh chụp năm 1867.

Trước tình hình đó, theo đề xuất của đại danh phiên bang Tosa, Tokugawa Keiki tuyên bố "trả lại đại quyền" cho Thiên hoàng và từ bỏ chức vụ "Chinh Di Đại tướng Quân" đồng ý trở thành "công cụ thực thi" mệnh lệnh của Hoàng gia. Mạc phủ Tokugawa đến hồi cáo chung. Tuy nhiên thông qua việc khống chế hội nghị của các phiên, Keiki hy vọng mình vẫn có thể nắm thực quyền như trước đây. Tất nhiên là phái chống Mạc phủ không dễ gì mắc bẫy của Keiki, họ tiếp tục dùng danh nghĩa của Thiên hoàng để điều động quân đội từ các địa phương về. Sáng sớm ngày 3 tháng 1 năm 1868, họ lại "nhờ" Thiên hoàng ra lệnh giải tán hết các đội cảnh vệ của Mạc phủ đóng trong Hoàng cung, thay vào đó là lực lượng của phái chống Mạc phủ. Tiếp theo, Thiên hoàng lại ban bố lệnh phục hồi chính quyền cổ của Thiên hoàng, xóa bỏ chế độ Mạc phủ, đặt ra ba chức quan Tổng Tài, Nghị Định, Tham dữ. Cho đến lúc này Thiên hoàng Mutsuhito đã hoàn toàn nằm trong tay phái cải cách, nhưng họ vẫn còn lo sợ thế lực của gia tộc Tokugawa. Thế là phái chống Mạc phủ lại thuyết phục Thiên hoàng ban sắc lệnh buộc Keiki "từ quan nộp đất", tức tước đoạt binh quyền và lãnh địa của Keiki.
Tokugawa Keiki phản ứng ngay. Keiki phát động một chiến dịch quân sự với mục đích chiếm lấy triều đình ở Kyōto, tuyên bố sẽ thanh trừng "bọn phản tặc" chung quanh Thiên hoàng. Đáp lại, Thiên hoàng lại ban bố sắc lệnh sẽ đích thân cầm quân chinh phạt "tên giặc" Keiki đang mưu cướp đoạt quyền lực quốc gia. Đôi bên đã đánh nhau tại khu vực Toba-Fushimi gần kinh đô Kyōto. Tình hình quân sự nhanh chóng chuyển biến theo hướng có lợi cho phe bảo hoàng, tuy nhỏ hơn nhưng được hiện đại hóa mạnh mẽ hơn. Đồng thời, đông đảo dân nghèo và nông dân cũng nổi dậy đấu tranh với chính quyền Mạc phủ. Cuối cùng, Tokugawa Keiki buộc phải đầu hàng tại đại bản doanh Edo và đến ngày 3 tháng 5 năm 1868, Keiki rời chùa Thượng Dã Khoan Vĩnh Tự đến Mito (Thủy Hộ), nơi Keiki bị triều đình lưu đày. Tàn dư của Mạc phủ Tokugawa rút lui về phía bắc Honshū rồi sau đó là Hokkaidō, tại đây họ thành lập nước Cộng hòa Ezo (Hà Di) - nước Cộng hòa duy nhất trong lịch sử Nhật Bản. Quân đội triều đình sớm củng cố vị trí của mình trong nội địa Nhật Bản, và vào tháng 4 năm 1869, phái đi một hạm đội và 7.000 lục quân đến Ezo, đánh tan tác đối phương tại trận Hakodate. Thất bại này khiến quân Ezo mất đi căn cứ địa cuối cùng và phái chống Mạc phủ chính thức nắm quyền lực tuyệt đối trên toàn nước Nhật, hoàn thành giai đoạn quân sự trong cuộc Minh Trị Duy Tân. Ngày 18 tháng 5 năm 1869, Tổng tài (tương đương với Tổng thống) nước Cộng hòa Ezo là Enomoto Takeaki (Giá Bản Võ Dương) đầu hàng và chấp nhận quyền thống trị của Thiên hoàng Minh Trị. Khoảng 12 vạn binh sĩ được huy động trong cuộc chiến, và có khoảng 3.500 người thiệt mạng. Sau này, năm 1903, niên hiệu Minh Trị thứ 35, Tokugawa Keiki đã vào triều yết kiến nhà vua, được nhà vua phong cho tước Công.

### Dời đô và đặt niên hiệu mới

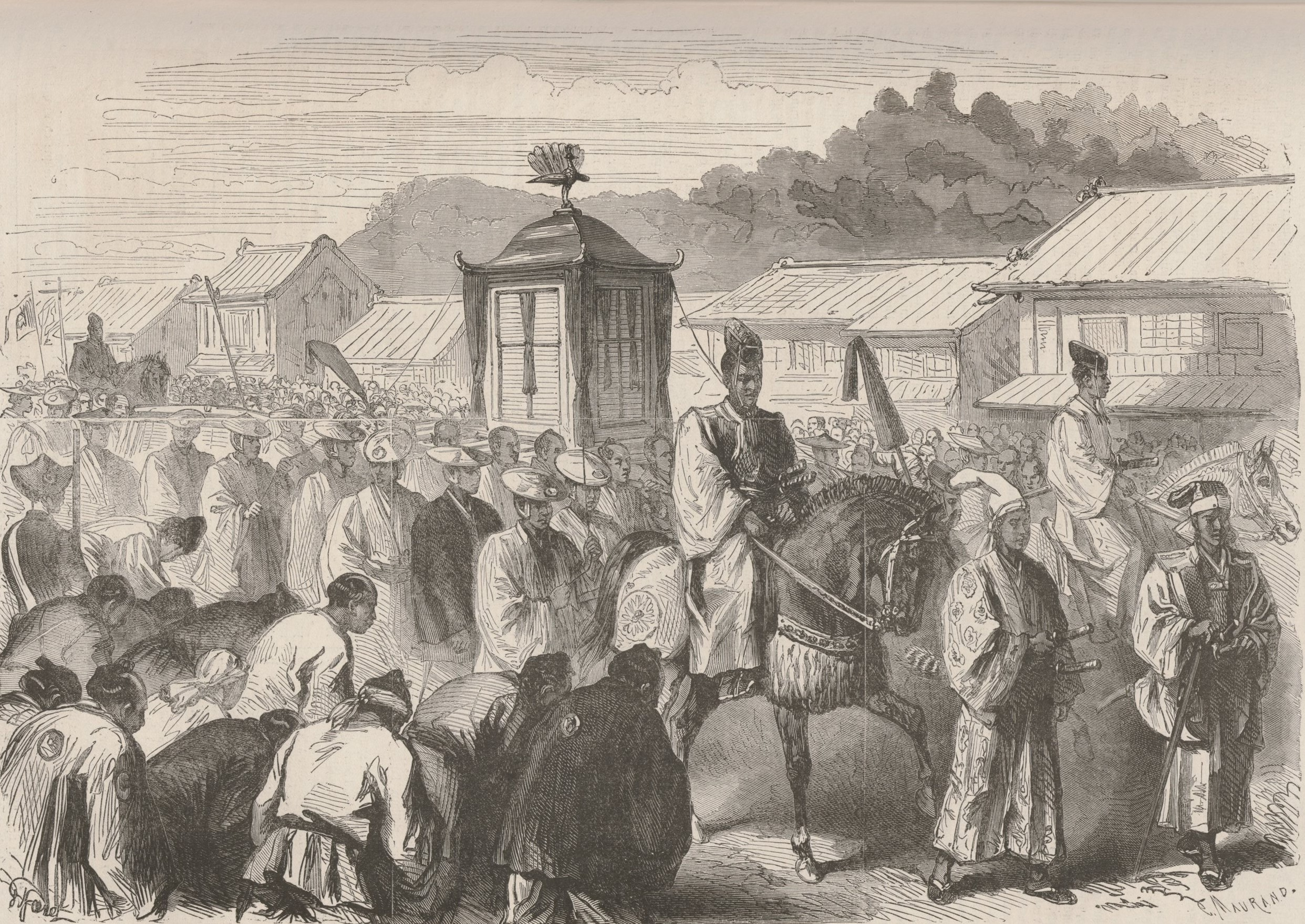
Thiên hoàng Minh Trị mới 16 tuổi, trong hành trình từ Kyōto về Tōkyō, vào cuối năm 1868.

Sau chiến thắng của phái chống Mạc phủ, Thiên hoàng Mutsuhito tuyên bố chế độ Mạc phủ - sau gần ba thế kỷ thống trị Nhật Bản - cáo chung. Dù chính quyền Mạc phủ bị lật đổ và phái chống Mạc phủ đã chiếm kinh thành Edo vào năm 1868, họ đã không thế chỗ Mạc phủ bằng một chính phủ trung ương vững mạnh hơn. Ngày 23 tháng 2, lần đầu tiên các sứ thần ngoại quốc được cho phép đến kinh đô Kyōto và viếng thăm Thiên hoàng. Vào ngày 7 tháng 4 năm 1868, Thiên hoàng cùng bá quan văn võ, cùng với lãnh chúa các phiên bang thực hiện lễ tế cáo trời đất và tổ tiên một cách trang trọng. Ông đã công bố "Năm điều ngự thệ" như sau:
- "Mở ra hội nghị rộng rãi, trăm công ngàn việc đều lấy theo công luận mà quyết định."
- "Trên dưới một lòng, ra sức sửa sang việc nước."
- "Văn võ một đường, từ công khanh đến thứ dân, đều được toại chí, khiến cho lòng người hăm hở sốt sắng."
- "Thảy bỏ hết những thói hư mối tệ chất chứa lâu đời, từ đây gắng gổ duy tân tự cường, hiệp theo công đạo của Trời Đất."
- "Cầu trí thức ở thế giới, làm cho Nước Nhà trở nên mạnh lớn vẻ vang." [40][41]

Theo năm lời tuyên thệ này, chế độ phong kiến bị xóa bỏ đồng thời một chính phủ dân chủ và hiện đại lãnh đạo nước Nhật được thành lập. Với việc triều đình Thiên hoàng long trọng công bố tuyên thệ cải cách đất nước Mặt trời mọc, đường lối cải cách Duy Tân của họ chính thức được tuyên bố. về sau, năm lời tuyên thệ được trích dẫn để khuyến khích những thay đổi lớn lao trong triều đình Nhật Bản sau Chiến tranh thế giới thứ hai (1939 - 1945). Giữa tháng năm, ông rời kinh đô Kyōto lần đầu tiên để cầm quyền truy kích những tàn dư của quân đội Mạc phủ. Đi bằng xe ngựa chậm, ông đi từ Kyōto đến Osaka trong ba ngày, qua những con đường có đầy dân chúng ven đường. Không xảy ra một cuộc xung đột nào ở Osaka; những nhà lãnh đạo mới mong Thiên hoàng thân thiện hơn với thần dân và những sứ thần ngoại quốc. Hết tháng năm, sau hai tuần ở Osaka (trong một bầu không khí ít trịnh trọng hơn hẳn ở Kyōto), Thiên hoàng Mutsuhito quay trở về nhà.
Sau khi hoàn thành việc xóa bỏ chế độ Mạc phủ, ngày 3 tháng 9 năm 1868 Thiên hoàng Mutsuhito xuống chiếu đổi tên thành phố Edo - đại bản doanh cũ của chính quyền Mạc phủ - thành Tōkyō (Đông Kinh), đồng thời phái người trang trí và xây dựng lại ngôi thành của Mạc phủ thành Hoàng cung mới. Ngày 12 tháng 10 năm 1868, Thiên hoàng chính thức làm lễ đăng quang tại Tử Thần điện ở cố đô Kyōto. Theo đề nghị của các đại thần, ông đặt niên hiệu là Minh Trị, dựa theo câu "Thánh nhân nam diện thính thiên hạ, hướng minh nhi trị" trong chương Thuyết Quái của Kinh Dịch. Đây cũng là thụy hiệu của Thiên hoàng. Điều này đã mở đầu một truyền thống mới: Thiên hoàng chỉ đặt duy nhất một niên hiệu trong thời gian trị vì, khác với trước kia các Thiên hoàng thường thay đổi niên hiệu. Ngoài ra, sau khi ông qua đời, niên hiệu này cũng trở thành thụy hiệu của ông.
Ngày 4 tháng 11 năm 1868, triều đình Minh Trị rời Kyōto về đóng về đóng đô tại Tōkyō. Thành phố Tōkyō là nơi có những điều kiện thuận lợi về kinh tế, địa lý và chính trị, giúp Thiên hoàng dễ trị vì hơn. Năm 1874, các khí đốt được ông cho phép nhập và sử dụng để thắp sáng tân đô Tōkyō. Đây là lần đầu tiên khí đốt được sử dụng ở Nhật Bản. Tuy nhiên, theo Gordon, đến năm 1889, triều đình mới ra quyết định cuối cùng: dời đô về thành phố Tōkyō. Việc dời đô này cũng có mục đích là đoạn tuyệt với quá khứ và xúc tiến công cuộc Duy Tân vĩ đại mạnh mẽ hơn nữa. Ông cũng cho rằng truyền thống dân tộc kết hợp với kỹ thuật phương Tây là những thứ giúp cho Nhật thoát khỏi sự lạc hậu.
Đầu năm 1869, ông về Kyōto để làm lễ giỗ Thiên hoàng Hiếu Minh và kết hôn. Ngày 11 tháng 1 năm 1869, ông cưới Ichijō Masako (về sau đổi tên thành Haruko) (9 tháng 5 năm 1849 – 19 tháng 4 năm 1914), con gái thứ ba của Tả đại thần Ichijō Tadaka (Nhất Điều Trung Hương) và phong làm Hoàng hậu (tức Chiêu Hiến Hoàng hậu). Masako là trường hợp đầu tiên trong vòng vài thế kỷ nắm giữ cả hai danh hiệu Nữ ngự (nyōgō) và Hoàng hậu (kōgō) khi còn sống. Vì Masako lớn hơn ông ba tuổi nên Thiên hoàng đã phải chờ cho đến khi ông đủ tuổi để thực hiện lễ thành nhân (Gembuku, tức lễ mừng nam giới bước vào tuổi trưởng thành). Sau lễ cưới, nhà vua trở lại thành Tōkyō.

## Những năm đầu làm vua (1868 - 1878)
Trải qua hàng loạt sự biến trên, cuối cùng thì địa vị chí tôn của Thiên hoàng Minh Trị đã được xác lập. Hoàng gia vốn suy yếu suốt nhiều thế kỷ nay đã phục hồi lại. Nhưng lúc ban đầu, ông không trực tiếp điều hành triều chính. Căn cứ theo Chính Thể thư ban hành năm 1868, quyền lực nằm trong tay một cơ quan tên là "Thái Chính Quan" (bao gồm Nghị Chính quan, Hành chính quan, Quân Vụ quan, Hình Pháp quan, Hội Kế quan). Cơ cấu này được duy trì cho đến khi chức vụ "Nội các Tổng lý Đại thần" được thiết lập vào năm 1885. Trong một "Thánh chỉ" của Thiên hoàng Minh Trị có đoạn:
| “                           | Quyền lực trong nước từ đây nhất thiết đều thuộc về một mình Thái Chính quan, khiến cho không có mối lệ chánh lịnh do cả hai ngả ban ra như trước kia nữa. Còn quyền-lực của Thái-chánh-quan cũng chia riêng ba quyền Lập-pháp (立法 - Rippou), Hành-pháp (行法 - Gyouhou) và Tư-pháp (司法 - Shihou), để cho đứt hẳn chỗ lo thiên trọng chuyên chế. | ” |
| — Thánh chỉ của Thiên hoàng | |   |

Các phiên bang phía Nam như Satsuma, Chōshū và Tosa, vốn giữ vai trò quyết định trong chiến thắng, chiếm giữ hầu hết các vị trí trọng yếu trong chính phủ vào nhiều thập kỷ sau chiến tranh Boshin, một tình thế đôi khi được gọi là "Nền chính trị đầu sỏ thời Minh Trị" (Phiên phiệt) và được chính thức hóa bằng việc thành lập Viện nguyên lão (genrō). Trong khoảng thời gian này, các triều thần thuộc phái chống Mạc phủ trước đây là những người nắm thực quyền. Họ dùng danh nghĩa của Thiên hoàng để thực thi các cải cách theo đường lối tư bản chủ nghĩa như: phế Phiên lập Huyện, cải cách thuế đất, trả lại bản tịch, xóa bỏ hạn chế đối với nông, công, thương nghiệp,... Ba năm sau khi cuộc Duy Tân được khởi xướng, năm 1870 người ta đã hoàn tất việc xây dựng đường ray xe lửa đầu tiên trong lịch sử Nhật Bản, đường ray có độ dài là 28 cây số, nối liền Tōkyō và Yokohama. Khi Thiên hoàng Minh Trị mới lên ngôi, người ta không chắc chắn chế độ quân chủ Nhật sẽ được duy trì; một lãnh đạo trong phong trào Tự do Dân quyền là Gotō Shōjirō (Hậu Đằng Tượng Nhị Lang, 1838 - 1897) về sau nói một số quan đại thần trong chính phủ đã "lo sợ rằng hoạt động của những người quá khích sẽ ngày càng mạnh và chế độ quân chủ bị bãi bỏ".
Những nhà lãnh đạo mới của Nhật Bản đã cố gắng cải tổ hệ thống các phiên do lãnh chúa đại danh đứng đầu. Năm 1869, một số đại danh - vốn là những người ủng hộ cuộc Duy tân - đã giao đất đai của họ cho Thiên hoàng. Họ được tái bổ nhiệm làm thống đốc, với mức lương không nhỏ. Vào năm sau, tất cả những đại danh khác cũng tiếp bước họ. Năm 1871, Thiên hoàng tuyên bố rằng các phiên hoàn toàn bị xóa bỏ, và Nhật Bản được chia làm 72 đô đạo phủ huyện. Bù lại, những lãnh chúa đại danh nhận được với mức lương hàng năm bằng mười phần trăm thu nhập trước đây của họ, nhưng bị buộc phải chuyển đến kinh đô Tōkyō. Phần lớn đại danh rút khỏi chính trường.
Về đối ngoại, triều đình Thiên hoàng không theo đuổi mục tiêu trục xuất các lợi ích của ngoại quốc khỏi Nhật Bản, mà thay vào đó là mạnh mẽ chuyển mục tiêu chính trị sang việc tiếp tục hiện đại hóa quốc gia và tái đàm phán các hiệp ước bất bình đẳng với các nước đế quốc phương Tây, sau này trở thành khẩu hiệu "Phú quốc, Cường binh" (富国強兵 fukoku kyōhei). Sự thay đổi thái độ với người ngoại quốc này diễn ra trong những ngày đầu của cuộc chiến tranh Boshin: vào ngày 8 tháng 4 năm 1868, một tấm biển được dựng lên ở kinh đô Kyōto (và sau này trên toàn quốc) đặc biệt phản đối bạo lực đối với người nước ngoài. Trong thời gian chiến tranh, đích thân Thiên hoàng Minh Trị tiếp kiến các Công sứ châu Âu, đầu tiên là ở cố đô Kyōto, sau đó là Osaka và kinh đô Tōkyō. Ngày 4 tháng 9 năm 1869, Alfred, Công tước xứ Edinburgh (tên thật là Alfred Ernest Herbert, con trai của Nữ hoàng Victoria) viếng thăm Nhật Bản, được Thiên hoàng Minh Trị tiếp đón. Một việc chưa từng có tiền lệ là Thiên hoàng tiếp đón Công tước xứ Edinburgh, tại Tōkyō, "như một người "ngang hàng" với ông về khía cạnh dòng máu". Triều đình Thiên hoàng đã thực hiện khẩu hiệu "phú quốc, cường binh, thực sản hưng nghiệp", bằng việc học hỏi khoa học - kỹ thuật phương Tây, khai thác khoáng sản, lập xưởng chế tạo vũ khí, xây dựng đường sắt, đường thủ, ... một cách tích cực. Ngoài ra, cựu Tổng tài nước Cộng hòa Ezo là Enomoto Takaeki được bổ nhiệm Công sứ Nga và Trung Quốc, và Bộ trưởng Giáo dục của Thiên hoàng Minh Trị. Mặc dù những năm đầu triều vua Minh Trị chứng kiến sự nồng ấm trong quan hệ giữa triều đình Nhật với các nước đế quốc phương Tây, quan hệ với Pháp vẫn lạnh nhạt vì sự ủng hộ ban đầu của Pháp với chế độ Mạc phủ. Năm 1871, theo lệnh của Thiên hoàng Minh Trị, quan đại thần Iwakura Tomomi làm chính sứ, cùng một phái bộ sứ thần đi sang các quốc gia châu Âu và châu Mỹ, nhằm thu thập thông tin về chế độ chính trị, kinh tế.
Đồng thời các quan viên cũng thực hiện nhiều thay đổi nơi hậu cung và thay đổi cả con người của Thiên hoàng Minh Trị. Đầu tiên, họ cử Motoda Eifu (Nguyên Điền Vĩnh Phù), một người tinh thông Tống Nho làm Thị giảng (thầy dạy học của nhà vua) mới cho Thiên hoàng. Eifu đã dạy Thiên hoàng về Quốc học, Nho học, Thi ca và cũng nhồi nhét tư tưởng lấy đại nghĩa danh phận làm trung tâm. Sau đó Yoshī Tomo (Cát Tỉnh Hữu Thực), bạn thân của quan đại thần Ōkubo Toshimichi, được bổ nhiệm làm Cung nội Đại thừa, cai quản nội cung. Yoshī Tomo đã tái bổ nhiệm một loạt các Thị tùng trưởng và thị tùng mới cho Thiên hoàng. Tomo cũng giải tán toàn bộ số Nữ quan - tức các thị nữ trong cung - và tiến hành tuyển lựa một số Nữ quan mới với số lượng chỉ bằng 1/3 trước kia và với thực quyền bị hạn chế gắt gao để ngăn không cho họ lạm quyền như trước. Đồng thời, Tomo mời một số cựu võ sĩ của Mạc phủ Tokugawa như Sơn Cương Thiết Thái Lang, Tân Điền Thôn Bát,... vào cung dạy võ thuật, kiếm thuật, cưỡi ngựa,... cho vị Thiên hoàng vốn yếu rất yếu mềm, qua đó cũng gieo tinh thần tôn sùng võ công, ham thích chiến đấu vào ông. Tomo cũng mời một số nhân sĩ có tư tưởng đổi mới để giảng dạy cho Thiên hoàng về phương pháp trị nước và xử thế của giai cấp tư sản cùng nhiều tri thức mới khác. Như Nishimura Shigeki (Tây Thôn Mậu Thọ) dạy cho ông về chính trị và luật pháp của nước Pháp; Hukuhane Mishizu (Phúc Vũ Mỹ Tịnh) dạy ông về sự lập chí của các nước phương Tây; còn Katō Hiroyuki (Gia Đằng Hoàng Chi) - về sau trở thành một cận thần của Thiên hoàng - dạy ông về luật pháp của đế chế Đức. Thiên hoàng cũng học tiếng Đức trong thời gian này.
Sự cải cách trong nội cung đã thay đổi con người Thiên hoàng Minh Trị rất nhiều. Từ một cậu thiếu niên yếu đuối, nhu nhược, suốt ngày chui rúc trong hậu cung để chơi đùa với các cung nữ, ông đã trở thành một con người mạnh khỏe, cường tráng, ham học hỏi, yêu thích võ nghệ, và đặc biệt trở nên rất ghét việc vào hậu cung. Ông đặc biệt rất hâm mộ hoàng đế Napoléon Bonaparte của Pháp, ông từng hỏi Shigeki rất kỹ lưỡng về thân thế, tính tình, sự nghiệp xưng bá của Napoléon và không ngớt lời khen ngợi việc Napoléon đã từng lập nên một đế chế hùng mạnh trong lịch sử Pháp. Thậm chí vào năm 1871, ông đã dặn dò phái đoàn khảo sát châu Âu của Iwakura Tomomi là phải sưu tập thật nhiều sách vở nói về Napoléon Bonaparte. Nhân vật Napoléon Bonaparte đã để lại nhiều ảnh hưởng cho Thiên hoàng Minh Trị trong công việc trị quốc sau này.
Ngày 5 tháng 11 năm 1872, Đại công tước Aleksei Aleksandrovich của Nga viếng thăm Nhật Bản, được Thiên hoàng Minh Trị đón tiếp. Đại công tước Aleksei Aleksandrovich là người con thứ sáu của Nga hoàng Aleksandr II (1855 - 1881). Ngày 9 tháng 11 năm 1872, Thiên hoàng và Đại công tước Aleksei xem cuộc diễn tập của lực lượng vũ trang Nhật Bản, và sau khi về cung, Đại công tước Nga đã gặp gỡ và làm quen với Hoàng hậu Chiêu Hiến. Vài ngày sau, nhận lời mời của Đại công tước Aleksei, Thiên hoàng đến Yokohama (Hoành Tân) để xem đội tàu Nga. Nhờ sự can thiệp của Đại công tước Nga, 34 tín đồ Ki-tô giáo người Nhật được Thiên hoàng Minh Trị ân xá và phóng thích.
Những sự chuyển biến về tính cách của Thiên hoàng Minh Trị trong những năm đầu làm vua đã đặt một nền tảng vững chắc cho quá trình đích thân chấp chính của ông sau này.

## Quá trình đích thân chấp chính (1878 - 1912)

### Những biến cố lớn trong các năm 1877 - 1878

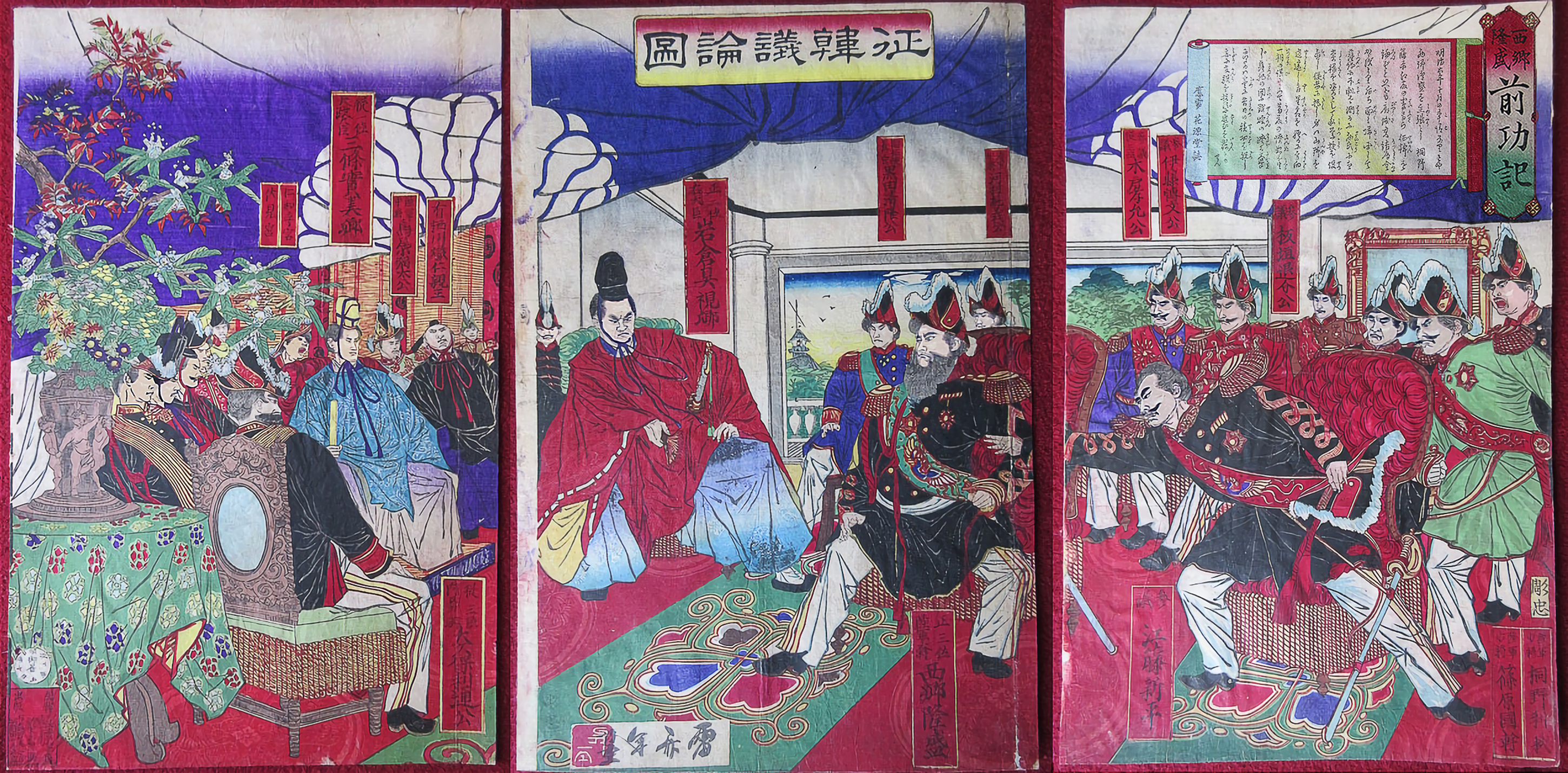
Chinh Hàn Luận (Seikanron). Saigō Takamori ngồi ở giữa, tranh vẽ năm 1877.

Đến những năm 1877 – 1878, chính trường Nhật Bản lúc đó có nhiều biến động lớn. Trước đây, tầng lớp samurai đóng vai trò không nhỏ trong công cuộc lật đổ Mạc phủ Tokugawa và khôi phục uy quyền của Thiên hoàng. Rủi thay cho các samurai, nhiều cải cách đầu triều vua Minh Trị đã gây bất lợi cho lợi ích của họ: thành lập quân đội theo chế độ nhập ngũ từ dân thường, mất đi uy tín và lương bổng cha truyền con nối đã tạo nên sự đối kháng với rất nhiều cựu samurai. Ngày 28 tháng 3 năm 1875, theo một chiếu chỉ của Thiên hoàng Minh Trị, những người samurai không được mang gươm khi đi ngoài đường. Sự căng thẳng dâng cao ở miền Nam, dẫn đến cuộc nổi loạn Saga năm 1874, và cuộc nổi loạn ở vùng Chōshū năm 1876. Các cựu samurai vùng Satsuma do Saigō Takamori (Tây Hương Long Thịnh) – người đã rời bỏ triều đình vì bất đồng về vấn đề có nên xâm lược Triều Tiên hay không – lãnh đạo đã bắt đầu cuộc Chiến tranh Tây Nam năm 1877. Lúc đó, thật ra Saigō Takamori chưa chuẩn bị cho cuộc bạo loạn nhưng những samurai địa phương nghe được tin rằng triều đình cử người tới giết Saigō. Họ bèn khởi xướng một chiến dịch tấn công kinh đô Tōkyō nhằm đương đầu với triều đình Minh Trị và giải cứu Thiên hoàng thoát khỏi "đám cố vấn xấu xa" chung quanh ông. Ngoài ra, những chiến binh dấy loạn còn nhằm mục tiêu chiến đấu để bảo tồn tầng lớp samurai và một chính quyền đạo đức hơn với khẩu hiệu "Tân chính, Hậu đức" (新政厚徳 shinsei kōtoku). Saigō Takamori tự mình tuyên bố vẫn trung thành với Thiên hoàng Minh Trị và mặc quân phục Lục quân Đế quốc Nhật trong suốt cuộc chiến. Tình hình Nhật Bản trở nên rối loạn do những người bất binh tại những nơi khác cũng nổi lên hưởng ứng Saigō. Cuộc chiến tranh chấm dứt bằng một trận chiến anh hùng, nhưng cũng là thất bại hoàn toàn của đội quân samurai tại Shiroyama (Thành Sơn).. Trước cuộc tấn công cuối cùng của cuộc nổi dậy, Saigō tự sát bằng cách mổ bụng seppuku truyền thống của người võ sĩ Nhật Bản. Saigō Takamori bị Thiên hoàng xem là một viên quan phản nghịch, tuy nhiên, 12 năm sau ông xót thương và ân xá Saigō năm 1891, đồng thời phong con trai của người võ sĩ ấy làm Hầu tước.
Tháng 5 năm Minh Trị thứ 10 (1878), Bộ trưởng Bộ Nội vụ Ōkubo Toshimichi bị hành thích. Với cái chết của ba nhân vật trong nhóm "Duy Tân tam kiệt", tức ba nhân vật lừng lẫy nhất trong công cuộc lật đổ chế độ Mạc phủ là Kido Takayoshi (1877), Saigō Takamori (1877) và Ōkubo Toshimichi (1878) nói trên, thế hệ lãnh đạo thứ nhất của cuộc Minh Trị Duy Tân hầu như hết người. Quyền hành trong triều đình Minh Trị được chuyển sang cho thế hệ lãnh đạo thứ hai của công cuộc Minh Trị Duy Tân, bao gồm Itō Hirobumi (Y Đằng Bác Văn), Yamagata Aritomo (Sơn Huyện Hữu Bằng) và Ōkuma Shigenobu (Đại Ôi Trọng Tín).

### Phong trào Thiên hoàng chấp chính
Tháng 2 năm 1877, triều đình Thiên hoàng ra chiếu chỉ về việc thiết lập trường Đại học Tōkyō đầu tiên. Luật, Khoa học Tự nhiên, Văn khoa và Y học là bốn khoa chuyên ngành của ngôi trường này.
Trong tình hình những lãnh tụ lớn nhất của quá trình Duy Tân lần lượt qua đời, thì những người thay thế nhóm "Duy Tân tam kiệt" như Itō Hirobumi và Ōkuma Shigenobu thì lại có xích mích với nhau. Các công thần của phong trào Duy Tân thì cứ ôm hết đại quyền quốc gia nên thường bị phê phán sau lưng. Thêm vào đó, phong trào Tự do Dân quyền đang phát triển mạnh, lại còn liên kết với phong trào chống cải cách ruộng đất của địa chủ và đe dọa đến triều đình. Lúc này, triều đình cần có một người cầm lái vững mạnh để ổn định lại tình hình đất nước, và họ nghĩ đến một nhân vật không xa lạ - đó chính là Thiên hoàng Minh Trị.
Tháng 5 năm 1878, những thầy dạy học của Thiên hoàng đã phát động phong trào "Thiên hoàng chấp chính", kêu gọi ông đích thân đứng ra xử lý đại sự quốc gia. Họ kể với ông về cuộc Trung hưng (1333 - 1336) dưới ngọn cờ của Thiên hoàng Go-Daigo vào thế kỷ XIV. Họ còn nhấn mạnh rằng, sở dĩ Thiên hoàng Go-Daigo lại tiếp tục để mất quyền bính vào tay Mạc phủ Ashikaga là vì ông vua này quá tin những thủ hạ chung quanh, không trực tiếp xử lý triều chính. Họ cố khuyên Thiên hoàng Minh Trị không nên đi theo vết xe đổ của Thiên hoàng Go-Daigo năm xưa. Lúc này, sau nhiều năm học hỏi việc pháp trị và văn hóa Đông Tây, Thiên hoàng Minh Trị cũng bắt đầu có những chủ trương, chính kiến độc lập đối với việc chính sự; và dĩ nhiên Thiên hoàng cũng mong muốn tự mình đứng ra nắm lấy đại quyền. Đồng thời, người đứng đầu Nội các lúc đó là Nội vụ khanh Itō Hirobumi cũng cảm thấy một mình khó đối phó với phong trào Tự do Dân quyền cũng như phong trào Thiên hoàng chấp chính, thế là Hirobumi quyết định lựa chọn ủng hộ việc Thiên hoàng Minh Trị đích thân nắm lấy quyền bính, mưu dùng uy tín của Thiên hoàng để đối phó với phong trào Tự do Dân quyền.
Thiên hoàng Minh Trị mong muốn thần dân có đủ sức khoẻ, để giúp ông đổi mới và hoà nhập nước Nhật với thế giới bên ngoài. Vì thế, ông bãi bỏ chế độ ăn chay trong toàn dân, lại còn giết và ăn thịt con bò đầu tiên để làm gương cho nhân dân. Trái với lệ thường, ông kiên quyết cho rằng Hoàng hậu và các cung nữ của bà phải cùng ông tham gia các buổi học về phương pháp trị quốc cũng như về các tri thức, văn minh của phương Tây.
Có điều, trong khoảng giai đoạn đầu chấp chính, Thiên hoàng Minh Trị gần như không có ý kiến gì trước các cuộc bàn thảo của triều thần, và ông đều phê chuẩn tất cả các nghị quyết của Nội các. Thiên hoàng cũng dùng uy tín của mình để giúp đỡ Nội các trước những khó khăn, thách thức, trong đó có một việc quan trọng bậc nhất là bóp chết phong trào Tự do Dân quyền.

### Đối phó với phong trào Tự Dân quyền
Tháng 8 năm 1881, một nhóm cựu du học sinh người Nhật ở Pháp bao gồm Saionji Kinmochi, Matsukata Masayoshi, ... sau khi về nước đã đứng ra thành lập tờ báo Đông Dương Tự do Tân văn, chủ trương thành lập nền dân chủ triệt để, truyền bá tư tưởng tự do. Trước đó, vào năm 1880, triều đình được sự ủng hộ của Thiên hoàng đã thông qua "Điều lệ hội họp" và "Điều lệ báo chí" hạn chế gắt gao quyền tự do ngôn luận, tự do hội họp, cấm phát hành các văn kiện bàn bạc về chính trị,... nhưng triều đình không áp dụng ngay với trường hợp của Saionji Kinmochi, vì Saionji là anh ruột của quan Thị tùng trưởng của Thiên hoàng và có ảnh hưởng chính trị rất lớn. Thay vào đó, triều đình Thiên hoàng cố gắng dùng biện pháp khuyên nhủ, uy hiếp nhằm thuyết phục Saionji Kinmochi rút lui khỏi tờ báo nhưng đã không thành công. Cuối cùng, Thiên hoàng buộc phải dùng đến biện pháp cứng rắn, ra sắc lệnh buộc Saionji Kinmochi rút lui khỏi tờ báo và sau đó ra sắc lệnh đóng cửa luôn tờ báo - trước sau ra được 34 số. Để xoa dịu phong trào đấu tranh của quần chúng, tháng 10 năm 1881 Thiên hoàng Minh Trị tuyên bố sẽ triệu tập quốc hội vào năm 1890, nhưng quyền hạn của quốc hội sẽ do Thiên hoàng quyết định. Đồng thời ông cũng không quên đe dọa:
| “                       | Trẫm đã nói rõ kế hoạch như trên, nếu ai vẫn tỏ ra nôn nóng, vẫn sách động gây sự, làm nguy hại đến an ninh của quốc gia, thì sẽ bị dựa theo quốc pháp mà trừng trị. | ” |
| — Minh Trị Thiên hoàng, | |   |

Do bị triều đình Thiên hoàng trấn áp và phân hóa, phong trào Tự do Dân quyền đã nhanh chóng suy yếu. Sau khi Thiên hoàng Minh Trị ngồi vững trên ngai vàng thống trị, ông đã bắt đầu tăng cường địa vị của mình.

### Tăng cường thế lực, gia sản của Hoàng gia
Tháng 2 năm 1882, quan đại thần Iwakura Tomomi - vốn là một nhân vật chống lại phong trào Tự do Dân quyền - đề xuất rằng trước khi soạn thảo Hiến pháp thì cần phải mở rộng tài sản của Hoàng gia. Việc này nhằm đề phòng trường hợp dự toán ngân sách của Triều đình bị quốc hội phủ quyết thì Thiên hoàng có thể sử dụng số tài sản khổng lồ của mình để trang trải kinh phí, trả lương cho quan lại, đảm bảo quân quyền sẽ áp chế dân quyền. Kiến nghị này được Thiên hoàng Minh Trị đồng ý ngay.
Để nhanh chóng tăng cường tài sản cho Hoàng gia, Thiên hoàng đã học theo cách vơ vét tài chính của Mạc phủ trước kia. Trước hết, ông ra tay thu gom một số lớn ruộng đất vào tay mình: từ 1100 đinh ruộng (1 đinh bằng 15 mẫu) sở hữu vào năm 1882, cho đến năm 1886 Hoàng gia đã sở hữu một số ruộng gấp 30 lần như vậy. Khi ban bố Hiến pháp Đế quốc Nhật Bản (1889), con số này lên tới 1121048 đinh, qua năm sau (1890) tăng gần 3 lần, lên đến 3069533 đinh. Hầu hết số ruộng này nằm ở các vùng như Phú Sĩ, Mộc Tăng, Thiên Thành - đây là những nơi có ruộng đất và bãi chăn nuôi tốt nhất Nhật Bản. Nội sảnh đã phải mở thêm một Cục Ngự dụng để quản lý số ruộng đất khổng lồ đó. Đồng thời, kể từ năm 1882, Thiên hoàng cũng sở hữu một lượng lớn chứng khoán, giá trị lên tới 5 triệu yên trong cổ phần Ngân hàng Nhà nước Nhật Bản, 1 triệu yên trong Ngân hàng Yokohama, 2,06 triệu yên trong cổ phần công ty du thuyền Nhật Bản. Đây là một con số cực kỳ lớn so với 1 vạn yên mà Thiên hoàng Minh Trị thừa hưởng từ cha là Hiếu Minh Thiên hoàng.
Như vậy Thiên hoàng Minh Trị đã trở thành một địa chủ và tài phiệt lớn nhất của Nhật Bản, điều này đã xác lập nền tảng tài chính vững chắc cho sự thống trị của Thiên hoàng.

### Khôi phục, củng cố hình ảnh Thiên hoàng

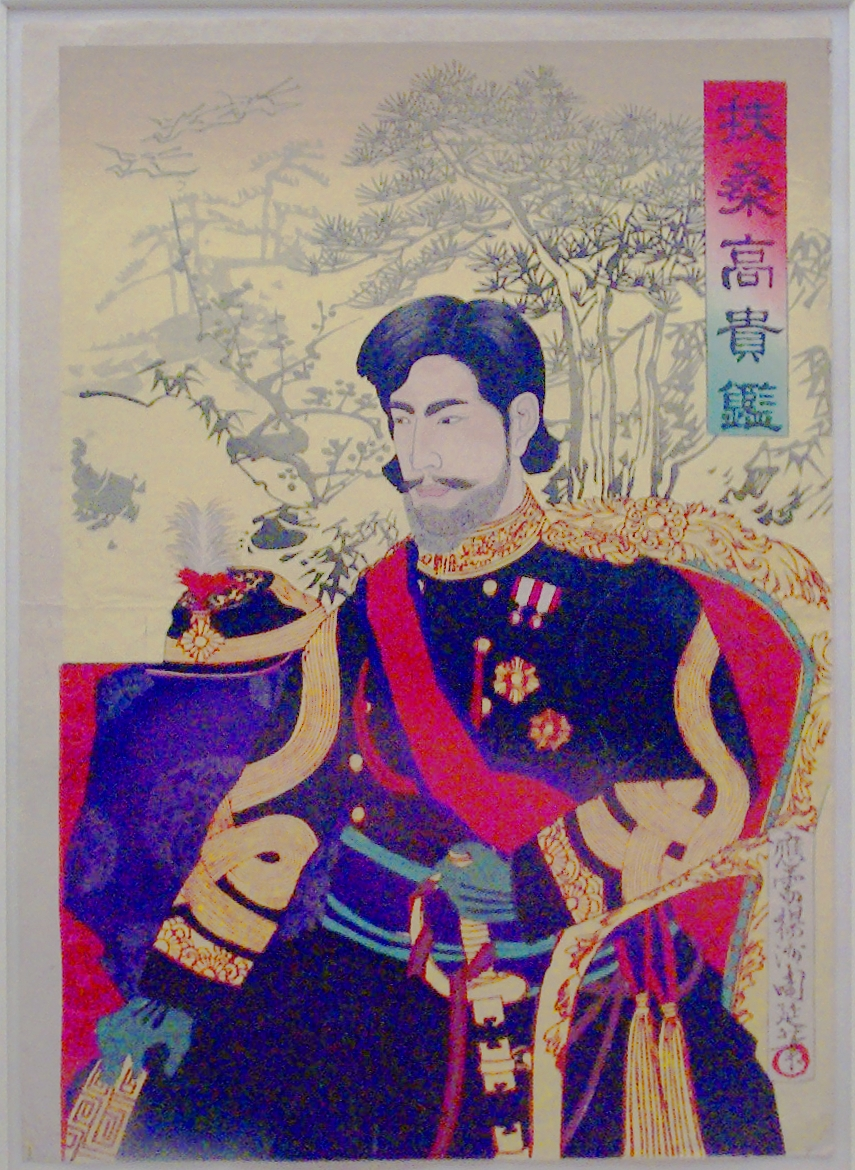
Thiên hoàng Minh Trị (1887), mộc bản được in bởi Toyohara Chikanobu (1838 - 1912).

Ngoài ra, một biện pháp khác trong việc củng cố uy quyền của Thiên hoàng chính là nâng cao uy tín và ảnh hưởng của mình trong dân chúng. Trước đây, do chính sách cô lập và cách ly của chính quyền Mạc phủ suốt nhiều thế kỷ, hình ảnh của Thiên hoàng rất ít được phổ biến trong dân chúng. Nhiều câu ca dao đã ví Thiên hoàng như "con chim phượng hoàng bị sa cơ, con chim trĩ chạy lửa rừng đang thiêu đốt". Trong thời kỳ đó, các Thiên hoàng gần như không bao giờ rời khỏi Hoàng cung tại Kyōto, chỉ rời Hoàng cung nếu Thiên hoàng thoái vị hoặc để trốn vào một ngôi miếu nếu Hoàng cung bị cháy. Một số Thiên hoàng sống đủ lâu để trở thành Thái thượng hoàng; trong năm vị tiên đế của Thiên hoàng Minh Trị, chỉ có ông nội của ông sống qua tuổi 40 và mất ở tuổi 46.
Nay, chính quyền Mạc phủ không còn nữa, Thiên hoàng Minh Trị và triều đình Nhật không để cho hình ảnh của Thiên hoàng bị mờ nhạt như xưa nữa. Chính vì vậy, họ dùng đủ mọi biện pháp tuyên truyền để nâng cao uy tín Thiên hoàng.
Triều đình Nhật Bản lúc này đã phát động một phong trào Thần thánh hóa Thiên hoàng khắp trong cả nước. Họ tuyên truyền rằng Thiên hoàng - tức Nhà vua Nhật Bản - một vị Thần, thậm chí còn có địa vị cao hơn hẳn các vị thần khác vì theo truyền thống của Nhật Bản, Thiên hoàng là hậu duệ trực tiếp của Ninigi, cháu nội của Thiên Chiếu Ngự Đại Thần Amaterasu-ōmikami. Một điện thờ được xây trong Hoàng cung, và một hệ thống miếu thờ được xây dựng ở các địa phương trên phạm vi toàn quốc. Vào tháng 6 năm 1869, theo yêu cầu của Thiên hoàng, một ngôi miếu mang tên "Tōkyō Shōkonsha" (Đông Kinh Chiêu Hồn xã) được xây dựng trên đường Cửu Đoạn Bản ở kinh thành Tōkyō, nhằm vinh danh các chí sĩ đã chiến đấu và hy sinh cho công cuộc cải cách Duy Tân và sự nghiệp lật đổ Mạc phủ Tokugawa. Năm 1879, triều đình đổi tên ngôi miếu thờ cô hồn này thành Đền Yasukuni (Yasukuni Jinja), tức là "Tĩnh Quốc Thần xã". Về sau, theo đà phát triển của chủ nghĩa quân quốc Nhật Bản, tất cả những ai chết vì Thiên hoàng - kể cả những tướng sĩ chết trong các cuộc chiến tranh xâm lược, trong đó có những tội phạm chiến tranh - đều được thờ trong ngôi đền Yasukani này.
Một tờ cáo thị thời đó đã viết:
| “         | Suy nghĩ kỹ đi nào ! Nước Nhật Bản là do tổ tiên của Thiên hoàng khai sáng. Tất cả những gì trên đất nước Nhật Bản đều là của Thiên hoàng. Khi các ngươi vừa sinh ra thì phải dùng nước của Thiên hoàng để tắm, và khi chết đi thì phải chôn xuống đất của Thiên hoàng. | ” |
| — Cáo thị | |   |

Đồng thời, ngay từ cuối năm 1873, ảnh của ông đã được phân phối đến các huyện để treo ở gian phòng chính, và kể từ tháng 1 năm 1874, triều đình cho phép người dân tới đây để quỳ lạy trước ảnh Thiên hoàng. Việc quỳ lạy ảnh chân dung Thiên hoàng được xem là một nghi thức thiêng liêng thần thánh, trước giờ chưa từng xảy ra. Vì vậy, phàm ai quỳ lạy ảnh Thiên hoàng phải ăn mặc chỉnh tề, sạch sẽ theo lễ phục Nhật Bản; việc nói chuyện ồn ào bị cấm đoán nghiêm khắc. Việc cất giữ ảnh Thiên hoàng trong nhân dân cũng bị nghiêm cấm, ai vi phạm sẽ bị trừng trị theo quốc pháp. Đồng thời, đối với học sinh, chỉ những ai theo học ở các trường lớn, có tiếng tăm mới có "diễm phúc" được quỳ lạy ảnh Thiên hoàng treo trong trường học. Ảnh của Thiên hoàng không được phân phát đến các trường học nhỏ, các trường tư; họ chỉ có thể tổ chức cho học sinh đến các trụ sở huyện hoặc đến các trường học lớn để lạy ảnh Thiên hoàng.
Thiên hoàng Minh Trị cũng liên tục tổ chức nhiều chuyến đi thị sát tại các địa phương. Trong suốt 45 năm làm vua, ông đã tổ chức đi thị sát cả thảy 96 lần. Mục đích thực chất của các chuyến "vi hành" này chỉ nhằm nâng cao uy thế và gieo vào lòng quần chúng nhân dân hình ảnh "nhân từ" của Thiên hoàng. Chính vì vậy các chuyến vi hành được tổ chức hết sức rầm rộ theo hình thức tiền hô hậu ủng. Phàm ai nhìn thấy lá cờ Thiên hoàng của đoàn vi hành đều phải đứng dạt ra bên vệ đường và ngả mũ cung kính chào. Trong các chuyến "thị sát" kiểu như thế này, Thiên hoàng thường ban phát ân huệ cho những người con hiếu thảo, những tiết phụ, những người già, người nghèo neo đơn không nơi nương tựa, hoặc đến bên bờ ruộng xem nông dân cày cấy, tỏ ra quan tâm đến cuộc sống của người bình dân lao khổ.
Về mặt quân sự, ngày 4 tháng 1 năm 1882 ông ban bố "Quân nhân Sắc luận", ghi rõ: "Trẫm là Đại nguyên soái của quân nhân các ngươi... là hai cánh tay của các ngươi.", đồng thời quy định rằng các quân nhân phải làm tròn "năm điều quy định của võ sĩ đạo": tận trung, lễ nghĩa, tín nghĩa, trọng võ dũng, tiết kiệm giản dị; đặc biệt "tận trung" được ưu tiên số một. Cụ thể, theo nhận định của tác giả người Trung Quốc Thẩm Kiên thì người quân nhân Nhật Bản phải "trung quân ái quốc", phải sùng bái Thiên hoàng như một vị Thần. Tinh thần võ sĩ đạo do Thiên hoàng đề xướng nằm nô dịch hóa trong việc giáo dục quân nhân, biến người lính Nhật Bản thành tên nô lệ cầm súng cho Thiên hoàng, trở thành công cụ cho mục tiêu bành trướng xâm lược của các thế lực quân phiệt Nhật Bản.

### Cải cách về việc thiết trí cơ cấu và nhân sự
Sau khi Thiên hoàng Minh Trị đích thân chấp chính, ông đã tạo ra nhiều thay đổi trong việc bãi miễn, bổ nhiệm nhân sự và thiết trí cơ cấu. Tháng 7 năm 1884, triều đình soạn thảo "Hoa tộc lệnh", gộp chung các công khanh, các lãnh chúa đại danh cũ và các công thần Duy Tân xuất thân từ sĩ tộc thành Kazoku (Hoa tộc). Những người này sẽ được Thiên hoàng đích thân phong tước vị cho họ, các tước vị này được chia làm năm bậc: Công, Hầu, Bá, Tử, Nam như các nước phương Tây. Những người này trở thành vây cánh của Hoàng gia và củng cố sự thống trị của Thiên hoàng. Như vậy là một chế độ quý tộc mới đã được nhà vua hình thành tại đế quốc Nhật Bản.
Đến cuối năm 1885, ông hoàn toàn bãi bỏ chế độ Thái Chính Quan cũ, xây dựng chế độ Nội các dập khuôn theo hình mẫu phương Tây. Giống như mô hình các nước phương Tây, đứng đầu Nội các là Tổng lý Đại thần - và Quốc vụ đại thần. Nội các này sẽ là một tổ chức trực thuộc vào Thiên hoàng. Năm 1885, Itō Hirobumi - một người Chōshū - trở thành Tổng lý Đại thần đầu tiên trong lịch sử Nhật Bản.
Không những thế, một cải cách khác về mặt nội chính của Thiên hoàng Minh Trị là ban bố Hiến pháp đầu tiên trong lịch sử Nhật Bản, còn gọi là Hiến pháp Minh Trị.

#### Ban bố Hiến pháp Đế quốc Nhật Bản (1889)
Trước sức ép của người dân, như đã nói, triều đình Thiên hoàng đã hứa hẹn sẽ thành lập quốc hội soạn thảo một bản Hiến pháp mới cho đất nước. Để soạn thảo bản Hiến pháp này, năm 1882 Thiên hoàng Minh Trị đã gửi một phái đoàn do Itō Hirobumi đến các quốc gia ở châu Âu để tham khảo pháp luật của các quốc gia này. Cuối cùng nhóm khảo sát quyết định chọn hiến pháp của nước Phổ để làm khuôn mẫu cho hiến pháp tương lai của Nhật Bản. Tiếp đó, ông tổ chức một nhóm người bí mật tiến hành việc soạn thảo hiến pháp. Khi thẩm nghị cuối cùng, ông đã cùng với nhóm này tổ chức nhiều cuộc họp kín suốt mấy tháng liền, trong đó mọi người đem bản Hiến pháp ra mổ xẻ kỹ lưỡng, canh từng câu từng chữ, thảo luận, bàn cãi về từng điều khoản một trong đó. Thậm chí khi được tin con gái là Du Nhân bị bệnh mất, Thiên hoàng cũng không rời khỏi cuộc họp mà vẫn tiếp tục bàn luận với triều thần.

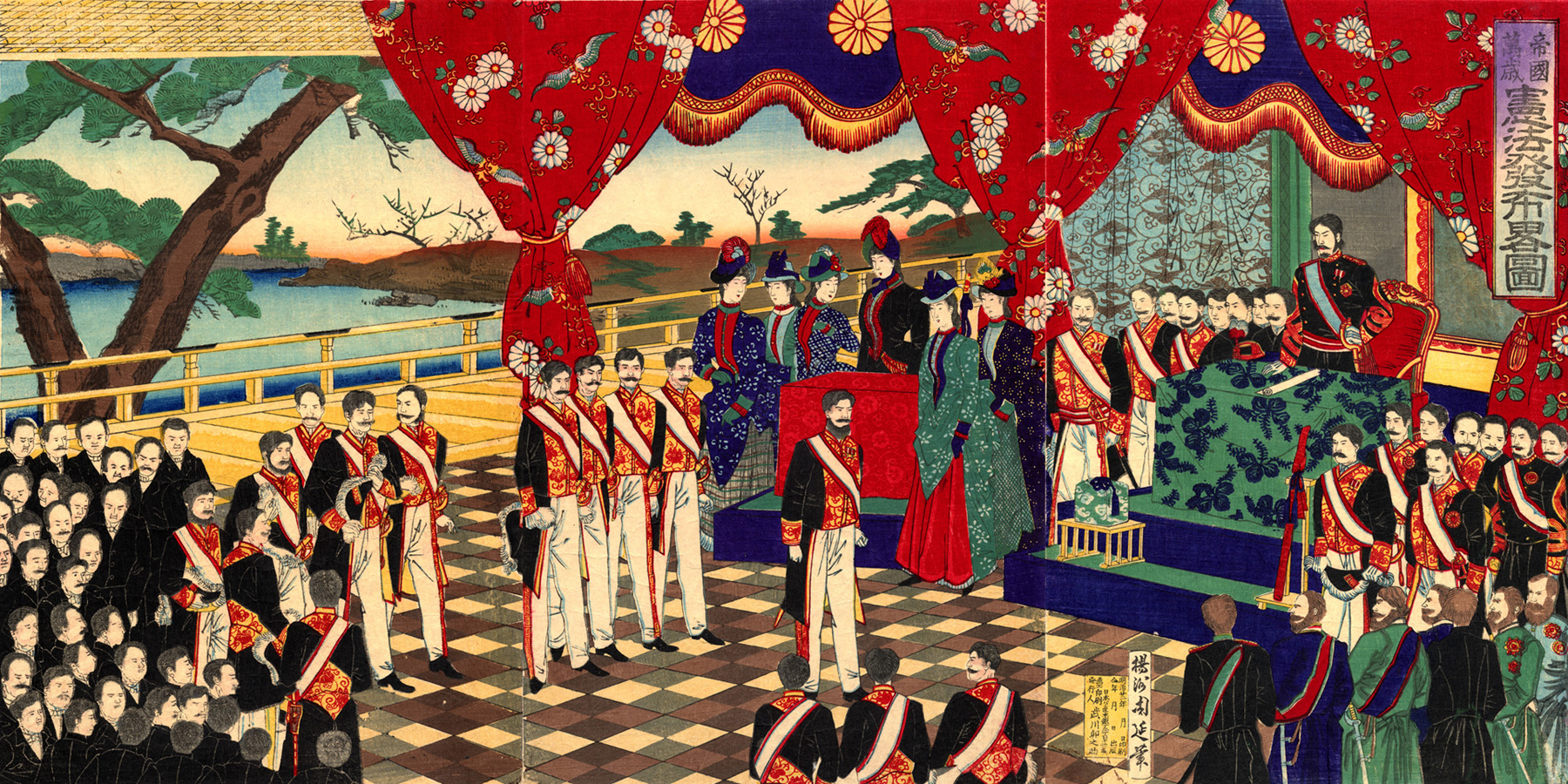
Ban bố Hiến pháp Đế quốc Nhật Bản (1889).

Cuối cùng, bản Hiến pháp đầu tiên của đất nước Nhật Bản đã được công bố ngày 11 tháng 2 năm 1889 (niên hiệu Minh Trị thứ 22), đúng vào ngày kỷ niệm việc lên ngôi của Thiên hoàng Jimmu (Thần Vũ). Hôm đó, ông cùng bá quan văn võ và các sứ thần ngoại quốc đến điện Ô Minh trong Hoàng cung để làm lễ triều bái trước Gương thần Ngự Linh - đại biểu cho Thiên Chiếu Ngự Đại Thần Amaterasu-ōmikami - rồi sau đó mọi người lại tới điện Hoàng Linh để đọc bản Thần Văn bố cáo lên chư thần cùng hồn thiêng của các đời liệt tổ liệt tông:
| “ | Theo đà phát triển của thời đại, cần phải viết ra thành văn bản những lời di huấn của tổ tiên các thời đại, lấy đó làm căn cứ cho con cháu của Thiên hoàng tuân theo, đồng thời, qua sự phụ tá của thần dân mở rộng bước đường của Thiên hoàng để cho tất cả sẽ tuân thủ vĩnh viễn. Cho nên nay mới soạn thảo ra Điển phạm và Hiến pháp của Hoàng gia, kính thỉnh chư thần khen ngợi. | ” |
| — | |   |

Sau đó, sắc chỉ ban hành hiến pháp được chính thức tuyên bố. Theo Hiến pháp 1889, Thiên hoàng có quyền hành "thiêng liêng bất khả xâm phạm", là Nguyên thủ quốc gia, nắm trọn quyền thống trị. Về mặt đối nội, Thiên hoàng có thể dựa vào Hiến pháp để triệu tập hoặc giải tán nghị hội, bổ nhiệm hoặc bãi miễn quan lại và chỉ huy Lục quân, Hải quân và Không quân của Đế quốc Nhật Bản. Về mặt đối ngoại, Thiên hoàng có quyền tuyên chiến, giảng hòa, ký kết hòa ước. Các cơ cấu của quốc gia được hành xử chức năng và quyền hạn bên dưới Thiên hoàng: nghị hội trợ giúp Thiên hoàng thẩm nghị chính vụ của quốc gia, tòa án lấy danh nghĩa của Thiên hoàng để xét xử, Viện khu mật là cơ quan tư vấn của Thiên hoàng. Đồng thời, theo Hiến pháp, người dân Nhật Bản là "thần dân" của Thiên hoàng, phải thi hành nghĩa vụ của thần dân và không được cản trở Thiên hoàng hành sự đại quyền.
Như vậy là Hiến pháp Đế quốc Nhật Bản đã xác lập quyền uy tuyệt đối của Thiên hoàng tại Nhật Bản, duy trì tính "thiêng liêng bất khả xâm phạm" của Thiên hoàng như thời đại quân chủ chuyên chế, và giúp cho Thiên hoàng tập trung toàn bộ quyền lập pháp, hành pháp, tư pháp - tức toàn bộ đại quyền của quốc gia - vào bàn tay sắt của mình. Tuy nhiên, Thiên hoàng buộc phải dựa vào các điều luật ghi trong Hiến pháp để thực thi đại quyền của mình, và khi Thiên hoàng lấy danh nghĩa của mình để ban bố các sắc lệnh về pháp luật, quốc vụ thì "phải được quốc vụ đại thần cùng ký tên". Như vậy bản Hiến pháp 1889 cũng đã hạn chế ảnh hưởng của Thiên hoàng trong việc triều chính, góp phần giúp Nhật Bản chuyển dần từ chế độ quân chủ chuyên chế sang chế độ quân chủ lập hiến, chính trị đảng phái của giai cấp tư sản.

### Cải cách về lĩnh vực giáo dục dưới thời Minh Trị
Cải tổ nền giáo dục là một lĩnh vực mà Thiên hoàng đặc biệt chú trọng. Ông cho rằng, việc làm đầu tiên để cuộc cải cách đạt được hiệu quả là phải giáo dục cho nhân dân, họ sẽ thức thời mà giúp vua giúp nước trong công cuộc đưa Nhật Bản trở thành một đất nước giàu mạnh. Nền giáo dục cổ truyền Nhật có những yếu tố tích cực, nhưng cũng có những hạn chế và sai lầm khiến cho Nhật Bản bị đình trệ, mà ông quyết tâm xóa bỏ. Năm 1871, khi Thiên hoàng còn chưa đích thân chấp chính, Bộ giáo dục được thiết lập, nhiệm vụ là phụ trách, trông coi những hoạt động giáo dục và đưa ra quyết định về chương trình giáo dục. Sang năm sau (1872), học chế được Bộ Giáo dục ban bố, bắt đầu một giai đoạn phát triển mới trong lịch sử nền giáo dục Nhật. Triều đình cũng cho du học sinh sang các nước phương Tây (phần lớn là Anh, Đức, Mỹ), học về hệ thống chính trị, quân sự và kinh tế ở những nước này. Sau khi về cố quốc, những học sinh giỏi nhất trong số đó sẽ tham gia vào việc giúp vua dựng nước. Những điều mới lạ mà các du học sinh được từ nước ngoài sẽ được Thiên hoàng và các cố vấn phân tích, chọn lọc, áp dụng trong nhiều lĩnh vực.
Năm 1889, triều đình Minh Trị ban bố sắc lệnh giáo dục. Theo sắc lệnh giáo dục, nền giáo dục mới nhằm mục đích đem lại những giá trị tinh thần tiến bộ. Bên cạnh đó, cũng trong sắc lệnh này, triều đình khuyến khích nhân dân không được quên nền tảng Nho giáo xưa, tuyên dương tinh thần thượng võ cổ truyền vốn có của người Nhật, nhưng cũng học hỏi văn hoá các nước phương Tây. Dưới thời Minh Trị, có lẽ không có một tầng lớp nhân dân nào, thậm chí phụ nữ, không được học hành. Không những giáo dục lý luận, triều đình còn chú trọng tới giáo dục kỹ thuật thực nghiệm, giáo dục về cả dân sự lẫn quân sự.
Nhờ có những chính sách đúng đắn của Thiên hoàng Minh Trị, Nhật Bản trở thành một xã hội có nền giáo dục tốt, với ý muốn đầy tham vọng: "học tập phương Tây, đuổi kịp phương Tây, vượt phương Tây". Dưới triều vua Minh Trị, người ta thực hiện việc giáo dục trên khắp Nhật Bản, ở mọi nơi có những trường mẫu giáo, tiểu học, trung học, đại học, hay những cơ sở phục vụ việc giáo dục được khai trương. Thiếu nhi - chủ yếu là những đứa bé từ 6 đến 14 tuổi - đều bị bắt buộc phải học tập. Đối với cấp học của họ, triều đình không ngần ngại chịu trách nhiệm chi trả các khoản chi phí.
Thời bấy giờ, việc dạy học học mỗi lứa tuổi không giống nhau về giờ giấc cũng như độ khó hay dễ. Trong việc giáo dục, học sinh được học các môn theo một thứ tự hợp lý. Đối với các nhà giáo, triều đình cũng đề cao vai trò của họ và chú ý chặt chẽ đến họ. Để đào tạo những nhân tài cho đất nước, chính quyền mời người ngoại quốc đến làm giảng viên, nhưng điều này không có nghĩa là người Nhật không được làm nhà giáo: Nhật tích cực thực hiện những việc làm có ích lợi cho việc xây dựng đội ngũ các nhà giáo người Nhật vừa đông đúc vừa dạy giỏi.
Trong việc giáo dục, triều đình Thiên hoàng yêu cầu phải tập trung phổ biến, truyền bá tư tưởng "trung quân ái quốc" cho các học sinh. Sắc lệnh giáo dục năm 1880 quy định nhà trường đối với môn lịch sử phải đặt trọng tâm vào thể chế kiến quốc, tức "Chủ nghĩa hoàng gia là trung tâm" từ khi Thiên hoàng Jimmu lên nối ngôi trở về sau. Năm 1890, Thiên hoàng Minh Trị đích thân ban bố Giáo dục sắc ngữ, lấy việc "phụ tá hoàng vận", "chí trung chí hiếu" làm căn bản, bắt buộc mỗi học sinh hàng ngày phải quỳ lạy trước ảnh Thiên hoàng, phải nhớ nằm lòng "Sắc ngữ" của Thiên hoàng và "Di huấn của Hoàng tổ Hoàng tông". Một đoạn trong "Giáo viên Tiểu học cần biết" soạn thảo năm 1881 có ghi:
| “                               | ...phàm dạy môn lịch sử trước tiên là phải bồi dưỡng chí khí tôn vương ái quốc... Trách nhiệm của giáo viên là phải dạy cho học sinh hiểu rõ việc trung thành với hoàng gia, yêu quốc gia... | ” |
| — "Giáo viên Tiểu học cần biết" | |   |

Công cuộc cải tổ về việc giáo dục của Thiên hoàng Minh Trị đã đạt được những thành tựu đáng kể. Với cuộc cải tổ này, nhân dân Nhật nhận lấy một nền giáo dục có xu hướng mới, nhưng không đồng nghĩa với việc họ quên đi nền văn hóa cổ truyền của đất nước Mặt trời mọc, mà đề cao tinh thần dân tộc chủ nghĩa của người Nhật Bản. Công cuộc cải tổ việc giáo dục cũng góp phần không nhỏ đến thắng lợi của cách mạng Minh Trị - đưa Nhật Bản sang một thời kỳ mới. Không những về tinh thần mà về vật chất, nền giáo dục dưới triều vua Minh Trị là một bộ phận vững chắc mà dựa trên nó, xã hội đất nước Mặt trời mọc trở nên tốt đẹp hơn trước. Cũng nhờ cải cách giáo dục mà Nhật Bản đã vươn lên sánh vai với đế quốc Mỹ và châu Âu, đứng trong hàng ngũ những cường quốc thời bấy giờ. Ở châu Á những quốc gia khác phải ngưỡng mộ, còn trên toàn thế giới người ta hết sức ngạc nhiên với sự phát triển của đất nước Mặt trời mọc.

### Tôn giáo: pháp nạn Phật giáo đầu thời Minh Trị
Tại Nhật Bản từ khi lập quốc, đạo Phật chỉ bị trấn áp một cách dữ dội dưới triều vua Minh Trị. Sau thắng lợi của quân đội Thiên hoàng trong chiến tranh Boshin, Phật giáo suy yếu, bởi lẽ tôn giáo này là một yếu tố nền tảng của chính quyền Mạc phủ - một chế độ đã thao túng triều đình Thiên hoàng trong nhiều thế kỷ. Chính vì thế mà sau khi lên ngôi Thiên hoàng Minh Trị đã tỏ ra thái độ phản cảm đối với tôn giáo này. Bước sang thời Minh Trị, người ta xem Phật giáo là một "tôn giáo ngoại lai". Trong khi đó, các phái Bình Điền, Thỉ Dã Huyền Đạo, Ngọc Tùng Tháo,... của Thần đạo đã lấy Thần đạo làm quốc đạo Nhật Bản, lý tưởng thần thoại được hồi phục, theo đó nước Nhật được thành lập khi Thiên hoàng Jimmu lên nối ngôi. Những chủ trương của Thần đạo gồm:
1. Lấy kính thần, ái quốc làm chỉ thú.
2. Lấy thuận thiên lý, hợp nhân đạo làm phương châm.
3. Lấy việc tuân phụng Thiên hoàng, trung thành với Tổ quốc làm mục đích.

Những chủ trương này cho thấy Thần đạo mang tư tưởng chủ nghĩa yêu nước, cũng như lòng tôn sùng Thiên hoàng - đặt ông như một trong những vị Thần. Những chủ trương này đã được lòng các lãnh đạo trong triều đình Minh Trị, bản thân Nhật hoàng cũng đưa ra ba nguyên tắc có nội dung không khác vậy, với mong muốn rằng mình sẽ được nhân dân tôn kính và hết mực đề cao. Không những thế, Thần đạo đã được thành lập ở Nhật từ lâu đời, nên Thiên hoàng Minh Trị quyết định lấy Thần đạo làm tôn giáo chính thức của Nhật. Năm sau (1868), niên hiệu Minh Trị thứ nhất, có chiếu chỉ của Nhật hoàng không cho phép Thần-Phật chung sống với nhau như ở thời Thánh Đức Thái tử nữa. Một quan chức có trách nhiệm đối với tôn giáo được đặt ra, các đền Phật giáo và Thần đạo bị tách biệt trên khắp đất nước còn các giáo sĩ Thần đạo thì được mặc quần áo như xưa. Ngoài ra, người dân không được phép dùng những danh từ có liên quan đến đạo Phật khi nhắc đến Thần, không được sử dụng những đồ vật có liên quan đến đạo Phật (chuông, mỏ,...) tại những ngôi đền Thần đạo, hoặc là không được cúng bái những tượng Thần dễ bị hiểu là Phật hay Bồ Tát...
Tuân theo chiếu chỉ của Thiên hoàng, ở nhiều nơi diễn ra phong trào chống phá đạo Phật: chùa chiền bị phá huỷ, tăng ni tín đồ Phật giáo bị sát hại. Do bị tấn công nên các tín đồ Phật giáo bèn chống trả tự vệ, điều này khiến cho bạo loạn diễn ra trên khắp Nhật Bản. Phong trào này đã khiến cho Nhật hoàng Minh Trị không được lòng dân chúng.
Dưới triều vua Minh Trị, trong khi Thần giáo là quốc đạo của đế quốc Nhật Bản, triều đình lấy hệ tư tưởng Nho giáo làm tiêu chí cho nền chính trị, cho công cuộc phát triển kinh tế, khoa học-kỹ thuật theo cơ cấu các quốc gia phương Tây. Đối với Ki-tô giáo, Thiên hoàng chấm dứt việc trấn áp đối với các nhà truyền giáo cũng như tín đồ tôn giáo này. Tháng tư năm 1871, niên hiệu Minh Trị thứ ba, theo lệnh của Thiên hoàng, mọi tăng ni bị ép buộc phải ăn mặn, không được cạo trọc đầu, lại còn phải kết hôn giống như người bình thường. Năm tháng sau, Thiên hoàng lại hạ lệnh không cho sư sãi lấy họ "Thích" như sư sãi ở các nước khác, mà phải dùng họ do cha mẹ đặt. Tuy nhiên, nhận thấy những vụ trấn áp dữ dội đối với Phật giáo không đem lại một điều tốt lành gì đối với Nhật mà làm cho đất nước rối bời cả lên, ông bèn làm nhân dân yên lòng bằng tuyên bố rằng Triều đình không có ý muốn triệt hạ Phật giáo, đó chỉ là ý muốn của giới lãnh đạo các địa phương và các tín đồ Thần đạo. Không cần biết là bản thân Thiên hoàng Minh Trị có ý đồ tiêu diệt Phật giáo trong mệnh lệnh "Thần-Phật phân ly" đã nêu hay không, nhưng thông qua hành động và lời nói của quan thần kỳ và các phái Bản Cư và Bình Điền của Thần đạo,... thì điều chắc chắn là những họ có chủ đích triệt hạ Phật giáo. Tại phiên Tát Ma hay các vùng đất Tín Châu, Tùng Bản,... người ta thực hiện những vụ phá hoại chùa chiền, sư sãi bị ép buộc phải hoàn tục. Người ta còn phá hoại hơn 1320 ngôi chùa và gộp tất cả những ngôi chùa này làm một chùa tại phiên Phú Sơn - nơi phát triển thịnh hành nhất của Chân Ngôn Tông. Không những thế, các phiên Tát Ma, Phú Sơn các vùng Tín Châu, Tùng Bản không phải là những nơi duy nhất mà Phật giáo ở Nhật Bản xảy ra pháp nạn...
Song, những vụ trấn áp nói trên cuối cùng cũng có điểm dừng: sau này các học giả thuộc những tông phái sang các quốc gia phương Tây, để học hỏi chính sách tôn giáo của các chính phủ bên đó. Khi trở về, họ đã phản đối lại những chính sách phân biệt đối xứ với Phật giáo của các lãnh đạo thời Minh Trị. Họ mong muốn được tự do tôn giáo và Phật giáo được bình đẳng. Trước sự phản đối mạnh mẽ của tất cả mọi tông phái đạo Phật, cuối cùng triều đình Thiên hoàng đã chấp nhận quyền tự do tín ngưỡng. Năm 1872, triều đình Thiên hoàng thiết lập Bộ Tôn giáo. Từ năm Minh Trị thứ 8 đến năm Minh Trị thứ 17, các cơ quan có vai trò hạn chế Phật giáo như "Sảnh Giáo Bộ" dần dần bị triều đình giải tán. Triều đình cũng bãi bỏ chức giáo đạo, Thiên đạo và Phật giáo được phép hoạt động bình đẳng như xưa. Đến năm Minh Trị thứ 22 (1889), Thiên hoàng ban hành Hiến pháp Đế quốc Nhật Bản. Trong điều 28 của Hiến pháp này có quy định nhân dân Nhật Bản có quyền tự do tín ngưỡng.

### Những hoạt động bành trướng lãnh thổ
Như xu thế thường thấy thời đó, quá trình phát triển của đế quốc Nhật Bản không tránh khỏi việc mở rộng thế lực ra bên ngoài. Thêm nữa, vốn được chủ nghĩa quân quốc giáo dục ngay từ thời trẻ, nên trong thời kỳ cầm quyền của mình, Thiên hoàng Minh Trị luôn kiên trì chính sách "kiêm lục hợp" (gồm thu bốn bể) và "yểm bác hoành" (gồm thu toàn cầu), tức chính sách bành trướng xâm lược, mở rộng lãnh thổ ra bên ngoài. Ông gần như lúc nào cũng mặc một bộ quân phục kiểu cổ, để một bộ râu rậm kiểu phương Đông và luôn ngậm một tẩu thuốc làm bằng vỏ đạn súng trường. Ông thích cưỡi một con ngựa to lớn, thường xuất hiện trong các buổi lễ tốt nghiệp của sinh viên lục quân hay trong các buổi lễ kết thúc một lớp huấn luyện quân sự. Có khi Thiên hoàng đích thân tham gia diễn tập quân sự và thường cho gọi các binh sĩ đến để tuyên dương, khuyến khích "oai nước", đề cao "vận nước" của Nhật Bản.

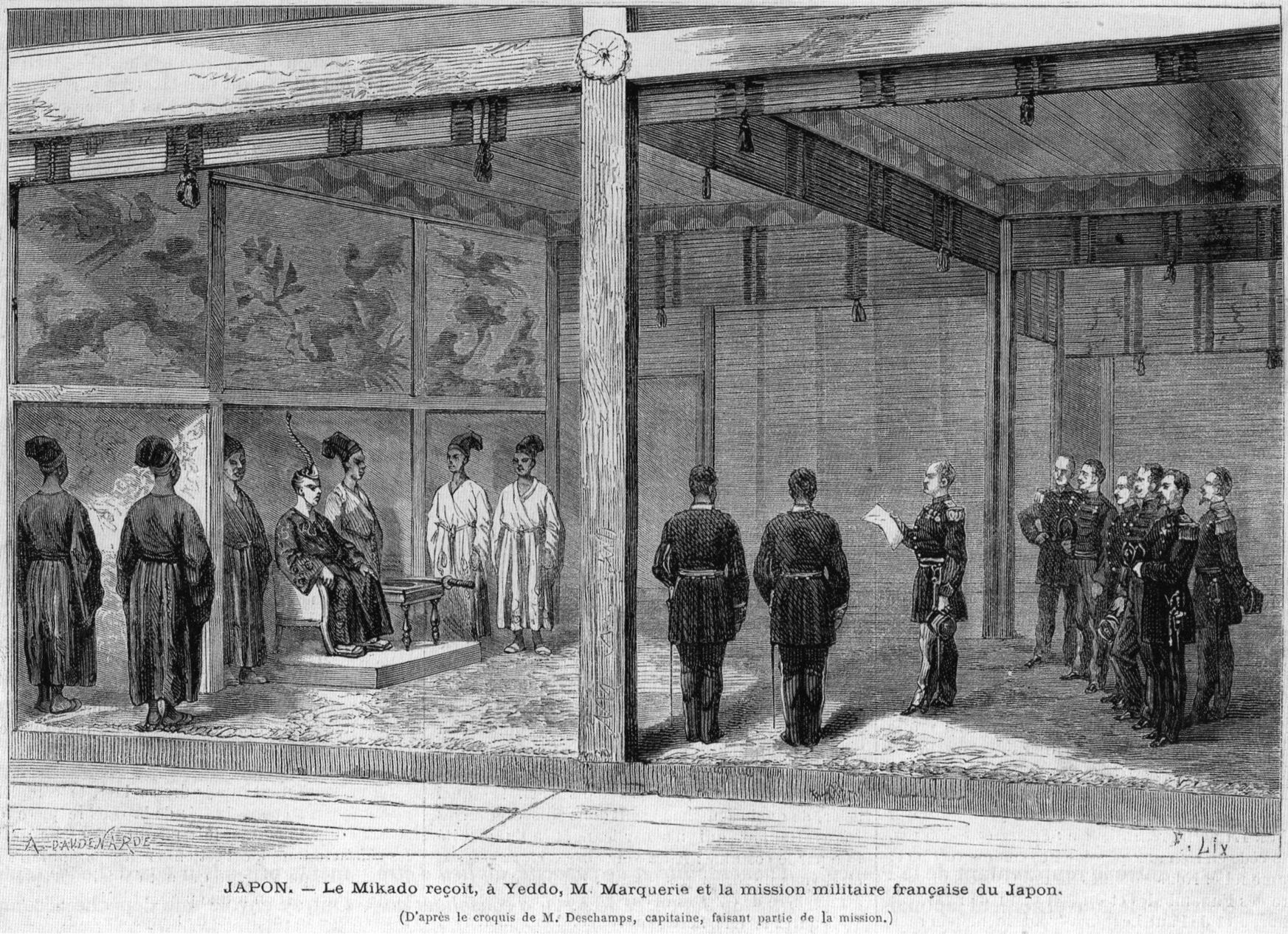
Buổi tiếp của Thiên hoàng Minh Trị với phái đoàn quân sự thứ hai của Pháp đến Nhật Bản, 1872.

Đầu triều vua Minh Trị, quan hệ Pháp-Nhật diễn ra lạnh nhạt. Thế nhưng, không lâu sau đó phái đoàn quân sự thứ hai được mời đến Nhật Bản năm 1874, và phái đoàn thứ ba năm 1884. Sự hợp tác ở cấp cao trở lại năm 1886, khi Pháp giúp đóng hạm đội lớn đầu tiên của Hải quân Đế quốc Nhật Bản, dưới sự hướng dẫn của kỹ sư hải quân Louis-Émile Bertin. Năm 1893, niên hiệu Minh Trị thứ 27, đế quốc Anh đã xóa bỏ hiệp ước bất bình đẳng và ký kết một hiệp ước mới. Sau đại thắng của quân Nhật trước quân Thanh, các nước đế quốc Âu Tây đều khâm phục xứ Phù Tang. Sau Anh, các đế quốc Mỹ, Nga, Ý, Pháp, Áo-Hung, Đức,... cũng thay nhau xóa bỏ các hiệp ước bất bình đẳng với triều đình Thiên hoàng và sửa lại những điều ước hoàn toàn khác. Đến cuối năm 1897, niên hiệu Minh Trị thứ 30, Hiệp ước bất bình đẳng cuối cùng bị xóa bỏ, Nhật Bản đã gỡ được nỗi nhục để nhận lấy nhiều quyền lợi với những điều ước mới.
Ngay từ thập niên 1880, triều đình Thiên hoàng đã xúc tiến xây dựng một quân đội hùng mạnh nhằm mục tiêu phát động các cuộc chiến tranh xâm lược với lân bang, cụ thể mục tiêu trước mắt chính là Trung Quốc thời Mãn Thanh. Tháng 11 năm 1880, Bộ trưởng Bộ Tổng tham mưu Yamagata Aritomo (Sơn Huyện Hữu Bằng) trình lên cho Thiên hoàng bản "Lân bang binh bị lược". Đến năm 1882, "Trình báo về tài chính để tăng cường lục quân và hải quân" được xuất bản, chủ trương gấp rút tăng cường quân bị dù phải chấp nhận hy sinh tất cả. Thiên hoàng Minh Trị tỏ ý hài lòng và cho tiến hành thực thi. Cùng năm đó ông triệu kiến tất cả các Trưởng quan tại các địa phương và ra Thánh chỉ với nội dung: "Các khanh đều là quan địa phương, vậy tất nhiên phải hiểu ý muốn của Trẫm, đảm bảo chấp hành quán triệt những ý muốn đó". Đến tháng 12, Thiên hoàng lại ra sắc chiếu cho quan Thái Chính Đại Thần về việc tăng cường quân bị. Dưới sự đốc thúc của ông, quân đội Nhật Bản tăng trưởng nhanh chóng: năm 1893 quân số của Lục quân Đế quốc Nhật Bản là 23 vạn người, còn Hải quân sau 10 năm phát triển đã có 55 tàu chiến với tổng trọng tải 7 vạn tấn.
Tuy nhiên, việc thi hành tăng cường quân bị cũng gặp nhiều trở lực lớn. Nhiều đại biểu Nghị viện đã phản đối quyết liệt chính sách tăng cường quân bị do bất mãn với việc quân phí càng lúc càng cao. Nghị hội khóa II (1891) đã tuyên bố không thông qua dự chi quân phí của triều đình và thế là bị Thiên hoàng giải tán. Nghị hội khóa IV (1893) lại tuyên bố cắt giảm chi phí xây dựng hạm đội. Thế là ông quyết định ra lệnh cho bá quan văn võ phải trích 1/10 tiền lương bổng của mình trong 6 năm để đóng góp cho hải quân, bản thân Thiên hoàng cũng tự mình bỏ ra 30 vạn Yên để trang trải chi phí xây dựng hạm đội.
Và tất nhiên, trong quá trình bành trướng, đế quốc Nhật Bản không tránh khỏi việc va chạm với các thế lực lớn khác, cụ thể lúc bấy giờ là đế quốc Nga và Trung Quốc thời nhà Mãn Thanh.

#### Xung đột năm 1875 với Triều Tiên
Sau khi đánh bại chính quyền Tokugawa, Thiên hoàng Minh Trị đã không ít lần đề nghị chính quyền Triều Tiên khôi phục lại quan hệ ngoại giao và việc buôn bán với Nhật. Do người Triều Tiên không đồng ý với những đề nghị này, người Nhật lấy sự kiện Triều Tiên bắn tàu Nhật (1875) làm cái lý do cho cuộc tiến đánh xứ Triều Tiên.
Thuyền Unyo là một con tàu chiến do người Nhật đúc. Cùng nhiều tàu chiến khác, một hoạt động quen thuộc của tàu Unyo là thực hiện những chuyến đi ở vùng duyên hải Trung Quốc và Triều Tiên. Năm 1875, sau chuyến đến vùng duyên hải Trung Quốc, tàu chiến Unyo quay đầu về nước. Trên đường về Nhật, họ ghé qua một miền duyên hải mang tính chiến lược nằm giữa đảo Kangwha và đảo Yongjong. Những thủy thủ thuyền này bèn đi tìm nước để giải khát, nhưng trên thực tế, họ đang đi quan sát địa điểm chiến lược này. Chợt thấy chiến thuyền Unyo, từ Chojijin binh lính Triều Tiên xả súng vào nó. Sự kiện này đã trở thành cái lý do để quân Nhật kéo nhau lên đảo Kangwha, đánh Chojijin: 33 lính Triều Tiên chết dưới tay người Nhật còn 16 người khác thì bị thương. Cuối cùng thì chiến thuyền Unyo-kan cũng về đến Nagasaki. Thông qua thuyền trưởng của tàu này, thương cấp tại thành phố Tōkyō nhận được tin về cuộc tấn công thuyền Unyo của người Triều Tiên. Tháng 1 năm 1876, sau khi hay tin triều đình Thiên hoàng đã phái các tướng Kuroda Kiyotaka và Inoue Kaoru mang 6 chiến hạm, 800 thủy thủ tới Triều Tiên. Trước áp lực của người Nhật, triều đình Triều Tiên bèn tạ tội về vụ bắn tàu Unyo, đồng thời quan hệ ngoại giao cũng như buôn bán Nhật - Triều được khôi phục. Ngày 16 tháng 2 năm 1876, Hiệp ước Kangwha được ký kết giữa đế quốc Nhật và vương quốc Triều Tiên: một mục đích của việc ký Hiệp ước với Triều Tiên và để triều đình Thiên hoàng có thời gian tập trung nhân lực và tài trí mà canh tân đất nước.
Năm Minh Trị thứ sáu, vua quan Nhật Bản đã bàn nhau về chính sách đối ngoại với triều đình Triều Tiên. Một số đại thần, trong số đó có Saigō Takamori, đã khuyên Thiên hoàng phải đem quân đi đánh Triều Tiên nhưng chính phủ đã không nghe theo, vì thế những đại thần này từ chức. Như đã nói, sau này Saigō Takamori khởi nghĩa chống chính phủ Minh Trị.

#### Chiến tranh Thanh-Nhật và liên minh Anh-Nhật
Quần đảo Lưu Cầu nằm ở phía Tây Nam Nhật Bản. Theo tác phẩm Sử Trung Quốc của Nguyễn Hiến Lê: Năm 1871, một nhóm người Lưu Cầu đi thuyền, gặp bão, trôi giạt đến Đài Loan, bị thổ dân Đài Loan giết. Nhật đem việc đó trách Trung Quốc. Thanh đình muốn tránh sự lôi thôi, bảo thổ dân Đài Loan không chịu sự giáo hóa của nước mình, nghĩa là mình không chịu trách nhiệm về hành động của họ, coi họ không phải là dân của mình. Chụp ngay cơ hội, ông phát động chiến dịch chinh phạt Đài Loan vào tháng 5 năm 1874. Người Nhật ép triều đình Mãn Thanh phải bồi thường thiệt hại cho họ, và gia đình những người bị hại.

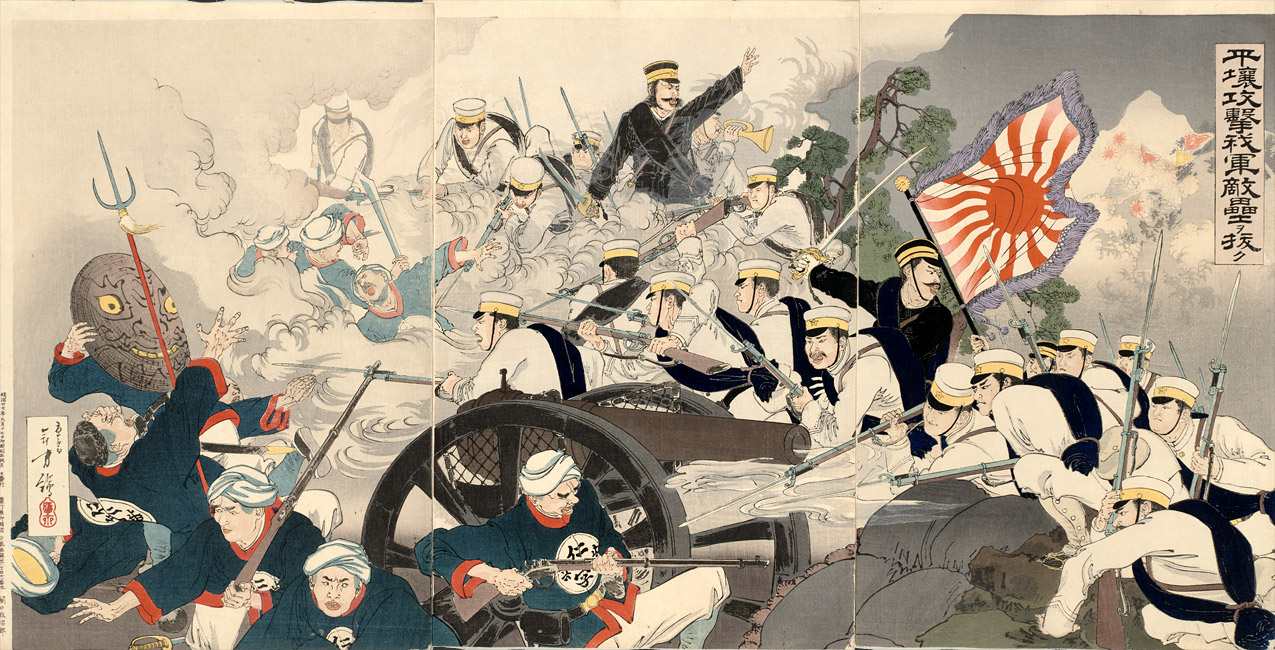
Quân Nhật đánh bại quân Thanh năm 1894 tại Bình Nhưỡng.

Năm 1894, ông tuyên chiến với nhà Mãn Thanh. Cuộc chiến tranh Thanh-Nhật bùng nổ. Đây là cuộc chiến tranh mà người Nhật đã chuẩn bị từ lâu, vì ngay từ thập niên 1880 họ đã xem triều đình Mãn Thanh là kẻ thù giả định. Để thuận lợi cho việc nắm bắt tình hình chiến sự và tránh việc xao nhãng bởi sự vụ trong cung, Thiên hoàng Minh Trị dời đại bản doanh đến thành phố Hiroshima. Nhằm động viên sĩ khí, ông phái Hoàng hậu Chiêu Hiến đến thăm hỏi các thương binh tại y viện lục quân, còn mình thì liên tục ban sắc lệnh, viết thơ ca để khen tặng những chiến thắng của Lục quân Đế quốc Nhật Bản. Thật vậy, quân Nhật liên tiếp giành được thắng lợi, chiếm cảng Lữ Thuận, Liêu Đông, tấn công và cướp phá Trung Quốc. Việc chiếm đóng trên bán đảo Đài Loan được củng cố. Thiên hoàng đã đích thân phổ một bản nhạc mừng chiến thắng ở Hoàng Hải, mô tả cuộc chiến tranh với triều đình Mãn Thanh thành một "cuộc chiến đấu trung dũng nghĩa liệt". Trong thời kỳ hòa đàm sau chiến tranh, Thiên hoàng Minh Trị đích thân chỉ huy tiến độ đàm phán. Ông ra lệnh cho sứ thần Nhật Bản phải ra những điều kiện mà ai nghe cũng phải giật mình. Mãi sau khi Hòa ước Shimonoseki (Mã Quan) được ký kết, ông mới vui vẻ quay trở về kinh thành Tōkyō.
Tuy nhiên, có một điều mà ông không tiên liệu được, đó là việc các nước khác không ngồi yên nhìn Nhật Bản bành trướng. Lo ngại trước thế lực đang lên của Nhật Bản, đế quốc Nga cùng với Đức và Pháp đã gây sức ép, buộc Thiên hoàng Minh Trị nhượng lại đảo Đài Loan, quần đảo Bành Hồ và Liêu Đông cho đế chế Mãn Thanh. Sáu ngày sau khi Hiệp ước Shimonoseki được ký kết, Thiên hoàng nhận được điện văn của Nga hoàng Nikolai II, theo đó Nga hoàng không cho phép Thiên hoàng chiếm Liêu Đông, để ngăn ngừa "nguy cơ đối với nền hòa bình tại phương Đông". Thái độ của người Nga khiến Nhật Bản hết sức tức giận, nhưng Thiên hoàng hiểu là không thể gây chiến với nước Nga trong lúc này. Ông ra chỉ thị cho sứ thần Nhật Bản: 
| “                       | Quyền lợi có được từ Liêu Đông không lớn, có thể bỏ. Sau này chúng ta có thể từ Triều Tiên và các vùng đất khác vơ vét lại. | ” |
| — Minh Trị Thiên hoàng, | |   |

Dù sao thì cuộc chiến tranh Thanh-Nhật đã đem lại cho Nhật Bản một món tiền bồi thường rất lớn (3 tỉ 60 triệu Yên Nhật). Thiên hoàng Minh Trị đem 3 tỷ 40 triệu Yên tăng cường cho quân đội, phần còn lại ông tự tiêu dùng.

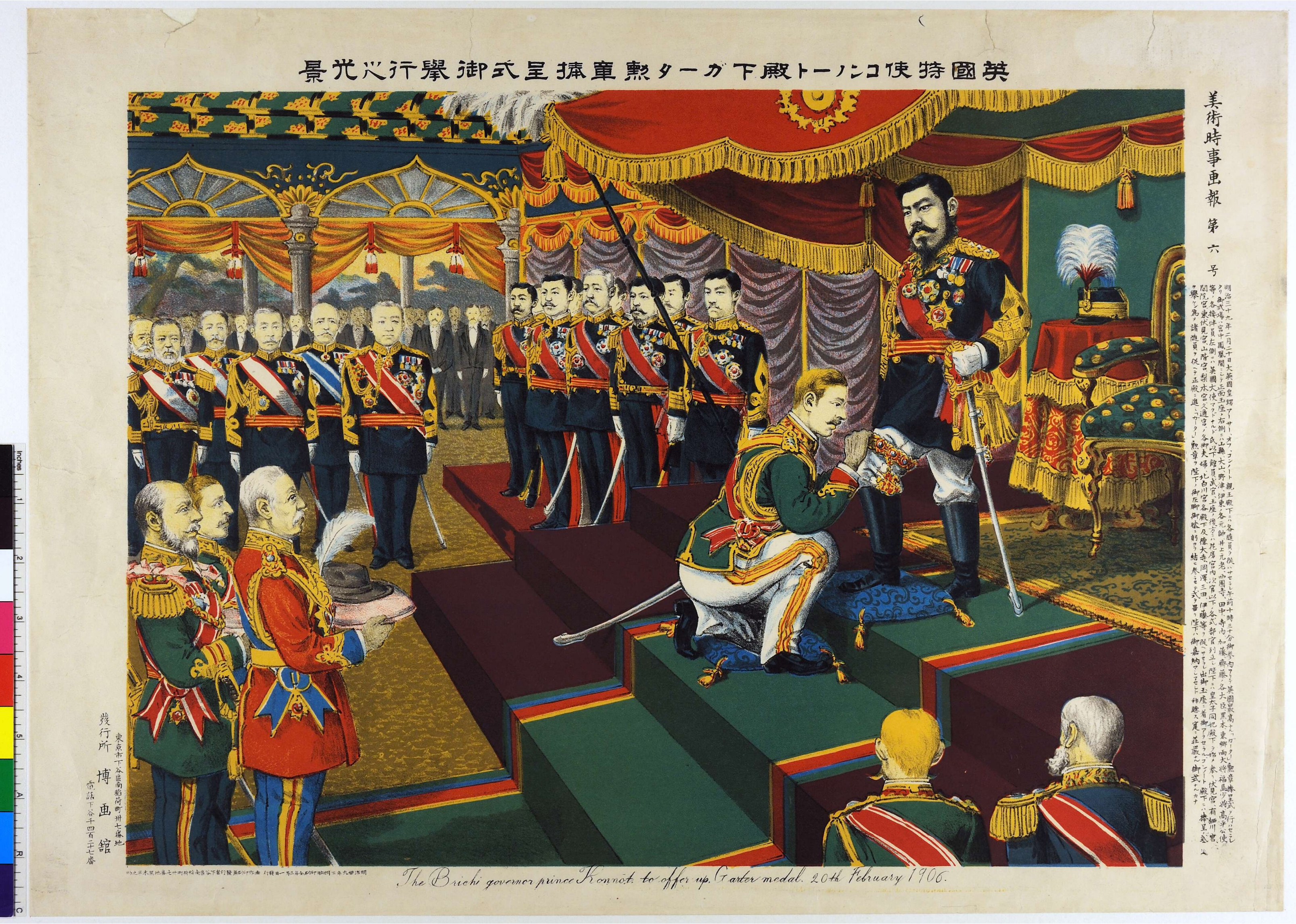
Vương công Arthur xứ Connaught phong tước Hiệp sĩ Garter cho Thiên hoàng Minh Trị. Thiên hoàng là vị vua bên ngoài châu Âu duy nhất được phong tước Hiệp sĩ Garter.

Từ năm 1895 đến năm 1898, người nước ngoài ở Bắc Kinh bị tổ chức Nghĩa Hoà Đoàn hạ nhục. Viện cớ "trừng trị phong trào bài ngoại Nghĩa Hoà Đoàn", Nhật Bản can thiệp vào tình hình Trung Quốc. Trên thực tế, sự can thiệp này cho thấy Nhật muốn phô trương sức mạnh trước Nga. Để tập trung lực lượng đánh Nga, ngày 31 tháng 1 năm 1902, triều đình Thiên hoàng ký hoà ước với Vương quốc Anh, thành lập liên minh Anh-Nhật. Kết quả của liên minh này là Thiên hoàng Minh Trị được Vương công Arthur xứ Connaught phong tước Hiệp sĩ Garter năm 1906.

#### Chiến tranh Nga-Nhật
Người Nhật dĩ nhiên không dễ dàng chịu từ bỏ những vùng đất bị mất vào tay Nga và không bao giờ quên việc Nga đã cưỡng ép họ như thế nào. Họ tích cực chuẩn bị tăng cường lực lượng quân sự và sau 10 năm, thực lực của Nhật Bản tiến thêm một bước đáng kể. Lúc này Thiên hoàng Minh Trị chuyển trọng tâm chủ yếu vào vùng Đông Bắc Trung Quốc, lúc này đã nằm yên dưới thế lực của đế quốc Nga. Ông quyết tâm đòi lại những gì mà người Nga đã cướp đoạt của mình 10 năm về trước. Ngày 4 tháng 2 năm 1904, ông chủ trì một cuộc họp ngự tiền khẩn cấp đề bàn thảo kế hoạch chiến tranh. Sáu ngày sau, Thiên hoàng xuống chiếu thư tuyên chiến với nước Nga. Chiến tranh đế quốc giữa Nga và Nhật Bản bùng nổ.

Chiến hạm Nhật Bản đánh chìm Hạm đội Nga ở cảng Lữ Thuận năm 1904.

Một lần nữa, Thiên hoàng Minh Trị lại dời đại bản doanh tới Hiroshima để điều hành chiến sự. Ông cùng với các tướng lĩnh cao cấp nghiên cứu tình hình chiến sự cho tới tận đêm khuya, đồng thời luôn thắp nhang khấn vái tổ tiên, chư thần phù hộ cho đế quốc Nhật Bản thắng lợi. Thiên hoàng Minh Trị đã phong Ōyama Iwao (大山巖, Đại Sơn Nham) làm Tổng tư lệnh Lục quân Nhật còn Tōgō Heihachirō (東郷平八, Đông Hương Bình Bát Lang) làm Tổng tư lệnh Hải quân Nhật, vì thấy hai viên tướng này có tài năng. Iwao có nhiệm vụ tiến đánh quân Nga tại vùng Đông Bắc Trung Quốc còn Heihachirō thì tiến đánh quân Nga tại cảng Lữ Thuận và bờ biển Nhật Bản. Nhờ đường lối sách lược đúng đắn của triều đình Thiên hoàng, quân Nhật Bản liên tiếp giành chiến thắng trước quân Nga trên cả thủy lẫn bộ ở Viễn Đông và Thái Bình Dương. Chiến thuyền Nga thì lạc hậu hơn chiến thuyền Nhật, tinh thần của Hải quân Đế quốc Nga thì không được vững chắc, nên khi Hải quân Đế quốc Nhật tới eo biển Tsushima nằm giữa Triều Tiên và Nhật thì Thiên hoàng kích thích họ: "Quốc gia cường thịnh hay suy vong là do trận này", họ bèn cảm tử tấn công đối phương và giành chiến thắng lẫy lừng, mà tổn thất ít. Chiến thắng của đô đốc Togo Heihachirō va Hải quân Đế quốc Nhật tại eo biển Tsushima đã quyết định cuộc chiến. Những vùng đất rộng lớn như Mãn Châu, thành phố cảng Lữ Thuận (thuộc Trung Quốc) đều rơi vào tay đế quốc Nhật Bản. Nhờ đó, người Nhật trên thực tế đã trở thành bá chủ tại khu vực Biển Nhật Bản.
Như đã nói, thuở bé Nhật hoàng Minh Trị từng cho rằng Nogi Maresuke sẽ lập công lớn với vua với nước. Thật vậy, trong chiến tranh Nga-Nhật, Nogi Maresuke làm Đại tướng Lục quân, đem quân đi đánh tan quân đội Nga tại cảng Lữ Thuận. Cùng nhiều chiến thắng khác trước quân đội Nga tại vùng Đông Bắc Trung Quốc, Tướng quân Nogi Maresuke trở thành anh hùng trong mắt người Nhật. Điều này cũng cho thấy Nhật hoàng Minh Trị là một vị minh quân, biết dùng các danh tướng Togo Heihachirō, Ōyama Iwao và Nogi Maresuke trong chiến tranh.

#### Sáp nhập quần đảo Dokdo và bán đảo Triều Tiên
Sau chiến bại của quân đội Đế quốc Nga, hiệp ước được ký kết ngày 17 tháng 11 năm 1905 đã công nhận quyền bảo hộ của Nhật đối với Đại Hàn. Từ năm 1905 đến năm 1945, quần đảo Dokdo hay còn gọi là Takeshima, bị quân đội Thiên hoàng chiếm giữ. Chính phủ Tōkyō cho rằng quần đảo này thuộc về Nhật Bản, trong cuộc tranh chấp chủ quyền quần đảo này giữa Nhật Bản và Đại Hàn Dân Quốc vào đầu thế kỷ XXI. Ngày 29 tháng 8 năm 1910, theo chiếu chỉ của Nhật hoàng Minh Trị cùng với hoàng đế Đại Hàn, bán đảo Triều Tiên bị sáp nhập vào đế quốc Nhật Bản, hoàng đế Đại Hàn là Thuần Tông mất ngôi và vương triều Triều Tiên cáo chung. Trước năm đó, một nhà cách mạng Triều Tiên là An Jung-geun (An Trọng Căn) đã ám sát nguyên Tổng lý Đại thần Itō Hirobumi (1841 – 1909) - người chủ mưu trong kế hoạch sáp nhập Triều Tiên vào đế quốc Nhật. Có ý kiến cho rằng An Jung-geun hâm mộ Thiên hoàng Minh Trị và phê phán Itō Hirobumi là kẻ phá hoại sự nghiệp của Thiên hoàng. Đây là một trong những nguyên nhân khiến An Jung-geun ám sát Itō Hirobumi.
Từ năm 1910 đến năm 1919, triều đình Nhật Bản thi hành chính sách thuần phục người dân Triều Tiên. Theo cách gọi của người Nhật thì bán đảo Triều Tiên là "ngoại địa", còn đảo quốc Nhật Bản là "nội địa". Thực hiện chính sách "phồn vinh châu Á", đế quốc Nhật Bản có "sứ mệnh" là "khai phóng" dân bản xứ Triều Tiên. Theo một Đạo dụ do Nhật hoàng Minh Trị ban hành vào ngày 29 tháng 8 năm 1910, người Triều Tiên và người Nhật được chính quyền Nhật Bản đối xử bình đẳng.

### Đối phó với phong trào xã hội chủ nghĩa
Công cuộc Tây hóa của Thiên hoàng Minh Trị đã mở đường cho Nhật trở thành một nước theo chủ nghĩa tư bản đế quốc. Sau chiến thắng trước đế quốc Nga (1905), chính quyền Nhật tiếp tục đẩy mạnh việc bành trướng, họ sáp nhập bán đảo Triều Tiên, rồi cho quân can thiệp trong một cuộc chiến tranh "vì chính nghĩa".
Các thành tựu kinh tế không làm cải thiện điều kiện sống khó khăn của người lao động. Với sự thi hành chính sách giảm phát để thúc đẩy các xí nghiệp công nghiệp, giá nông phẩm hạ xuống làm cho đời sống của nông dân trở nên khó khăn, họ không đủ sức trả địa tô và phải đi vay nặng lãi. Nhiều nông dân phá sản và phải bán tháo đất đai cho những kẻ cho vay nặng lãi. Đây được gọi là đám "địa chủ ăn bám" (ký sinh địa chủ = kisei jinushi). Nông dân mất hết đất đai và rơi xuống hàng tá điền, phải canh tác thuê cho địa chủ hoặc phải bắt đầu đi lao động thuê ở các hãng xưởng, điều kiện làm việc rất cực khổ. Yokoyama Gennosuke (Hoành Sơn Nguyên Chi Trợ) đã viết cuốn sách "Nhật Bản hạ tầng xã hội, 1899" mô tả: lương công nhân chỉ đủ tiền cơm gạo, trong khi thời gian làm việc rất dài, như công nhân dệt phải làm 12 giờ/ngày (lúc gấp rút thì phải đến 18 giờ). Nơi ở của họ là một buồng ngủ chật chôi, vệ sinh kém vì phải chứa tới 10 người, mỗi người chỉ có diện tích đủ để trải một chiếc chiếu ngủ. Những công nhân mắc phải bệnh truyền nhiễm thì bị đuổi việc ngay chứ không hề được chạy chữa hay hưởng bảo hiểm.
Tại nhiều nơi, các công nhân tập hợp lại để đấu tranh đòi quyền lợi lao động. Trước tình cảnh Nhật ngày càng trở nên Tây hóa một cách quá trớn, nói cách khác là chủ nghĩa tư bản ngày càng xâm nhập vào đất nước này, phong trào xã hội chủ nghĩa đương thời đã thiết lập một đảng của họ. Theo Edwin O.Reischauer, năm 1901, đảng Xã hội dân chủ Nhật Bản được thành lập với mục tiêu đòi công bằng cho người lao động.
Bản thân chủ nghĩa xã hội và phong trào nam nữ bình quyền cũng đặt chân đến Nhật Bản trong công cuộc Tây hóa vào năm 1890, 22 năm sau ngày Thiên hoàng Minh Trị khởi xướng Duy Tân. Số là, sau khi nhà vua ân xá cho Ki-tô giáo rồi, thông qua các cha cố đạo và Ki-tô giáo những Ki-tô hữu Nhật Bản đã tiếp nhận được tư tưởng xã hội chủ nghĩa từ các nước Âu Mỹ.
Lúc đầu, Nhật hoàng Minh Trị không ra tay đàn áp. Tuy nhiên, về sau ông nhận thấy chủ nghĩa xã hội có những chủ trường khác với sự sùng bái Thiên hoàng mà ông đặt ra, liền ra tay trấn áp đảng của những người Xã hội chủ nghĩa, không khác gì chính phủ các nước tư bản khác thời bấy giờ. Theo mệnh lệnh của triều đình, những tài liệu của Karl Marx bị chiếm lấy, bị đốt phá, các báo xã hội chủ nghĩa có những phát biểu khá hùng hồn bị trừng trị, quân chính quyền bỏ các chủ bút vào ngục trong khoảng từ năm đến mười năm, và tịch biên luôn những nhà in báo. Dưới triều vua Minh Trị, phong trào công nhân Nhật Bản bắt đầu nổi lên, giống như công nhân ở các nước Âu Mỹ thời đó. Trước sự trấn áp của triều đình cũng như thế lực quân phiệt Nhật, phong trào dưới sự lãnh đạo của Đảng Xã hội Nhật Bản vẫn không chấm dứt cuộc đấu tranh.
Tại Nhật, quần chúng thực hiện nhiều cuộc đình công, biểu tình, giữa lúc triều đình không cho phép các đại hội Đảng Xã hội chủ nghĩa Nhật Bản được họp ở mọi thành phố Nhật. Năm 1911, công nhân thành phố Tōkyō thành công trong cuộc bãi công đòi tăng lương, nhưng người lãnh đạo của họ là Katayama Sen bị bắt giữ. Tuy nhiên, theo cuốn "Nước Nhựt Bổn - 30 năm Duy Tân" thì "nhiều người Châu Âu xem xét tình trạng Nhựt Bổn rồi nói trước rằng rồi đây thế nào cũng thực hành một chế độ cộng sản mới, chế độ cộng sản Thiên hoàng làm chủ, để cho được điều hòa tấm lòng người ta trung thành với cuộc dĩ vãng và tấm lòng hâm mộ với những sự mới lạ đời nay", ngoài một số trường hợp vô chính phủ sẽ nêu.

## Âm mưu ám sát và qua đời

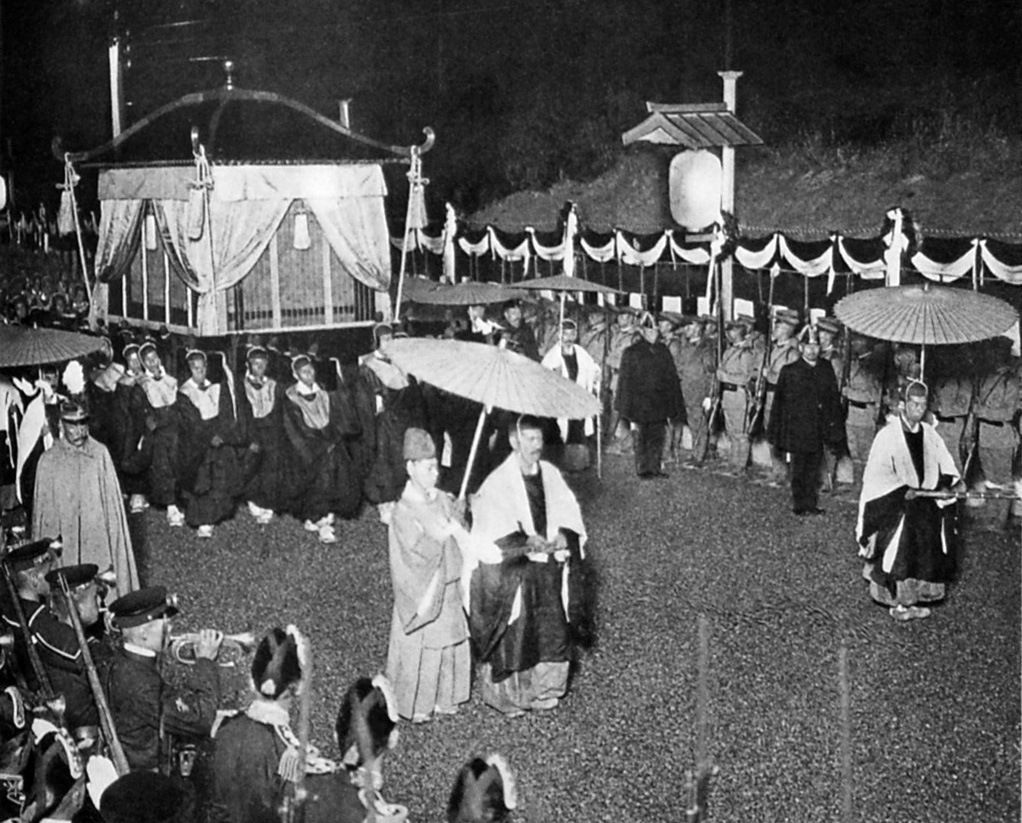
Lễ quốc tang Thiên hoàng Minh Trị.

Trước sự trấn áp của triều đình, cuối triều vua Minh Trị, có những người theo chủ nghĩa vô chính phủ-xã hội, gồm Kōtoku Shūsui cùng vợ và hàng chục người đồng chí đã lập mưu ám sát Thiên hoàng và phát động bạo loạn (1910). Tuy nhiên, âm mưu của họ đã không thành và tất cả bọn họ đều bị chính quyền tóm gọn. Vào năm 1911, triều đình Minh Trị hành quyết 12 người, trong đó có Kōtoku Shūsui (Hạnh Đức Thu Thủy) vì tội danh phản nghịch. Cuộc âm mưu này được gọi là "Sự kiện đại nghịch" (大逆事件, Taigyaku Jiken) hay "Sự kiện Kōtoku" (Kōtoku Jiken). Trước đó, ngày 3 tháng 11 năm 1907 - nhân ngày sinh nhật Thiên hoàng - một số nhân vật liên quan tới tạp chí "Cách mạng" (Kakumei) cộng tác với Đảng Xã hội Cách mạng Nhật tại Hoa Kỳ, đã công bố một tờ truyền đơn tựa "Khủng bố" (Ansatsushugi) đe doạ thực hiện một cuộc tấn công có vũ trang nhằm vào Thiên hoàng. Tờ truyền đơn này chỉ gọi Thiên hoàng bằng tên thật là Mutsuhito, và cuối tờ có lời đe dọa:

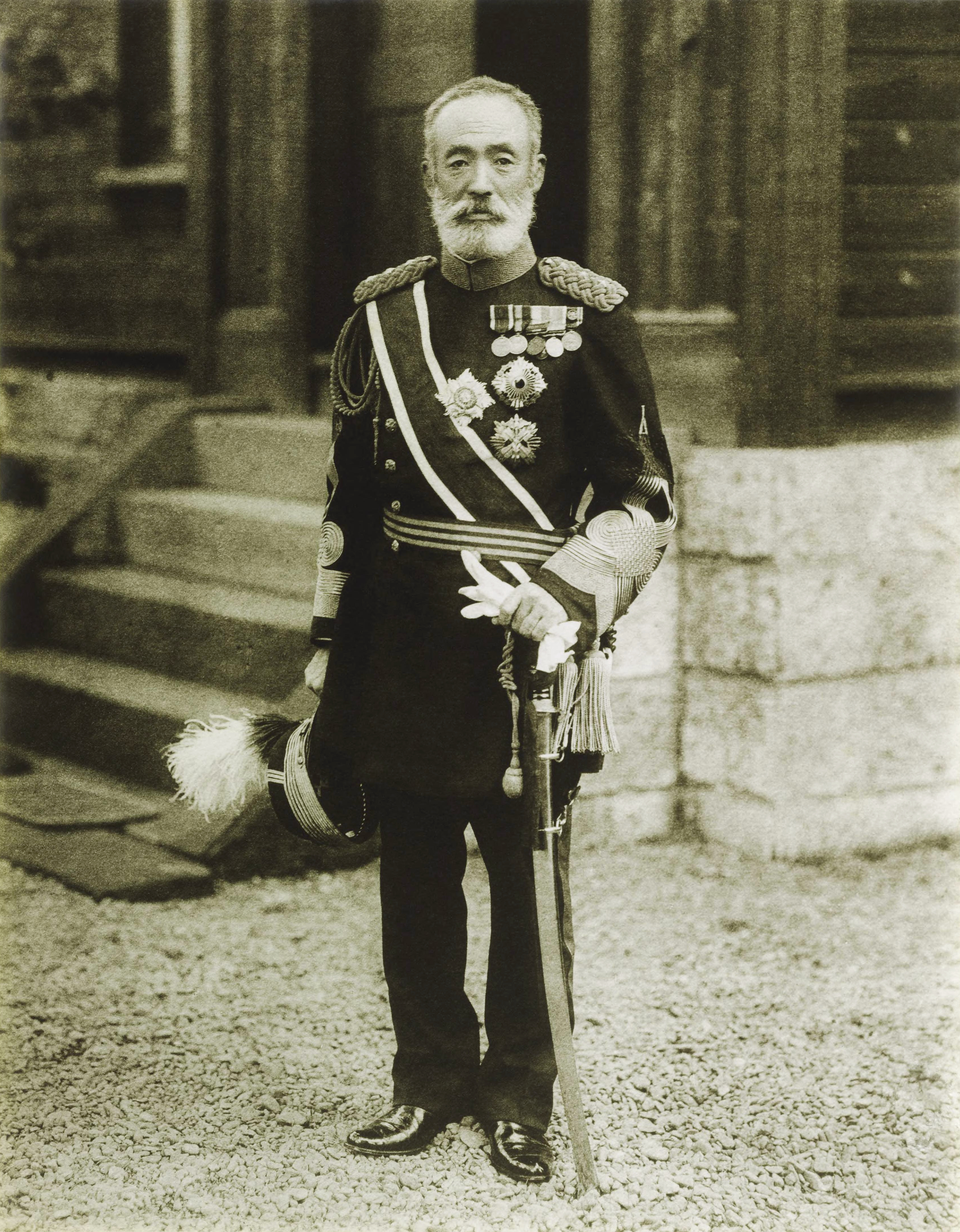
Năm 1912, Tướng quân Nogi Maresuke đã tự vẫn sau vua Minh Trị qua đời.

Vào ngày 30 tháng 7 năm 1912, ông qua đời do bệnh ung thư dạ dày, hưởng thọ 59 tuổi, được đặt thụy hiệu là Minh Trị Thiên hoàng. Ông là vị Thiên hoàng đầu tiên ở ngôi qua ngũ tuần, kể từ khi Thiên hoàng Ōgimachi (Chính Thân Đinh, 1517 – 1593) thoái vị năm 1598. Ngay sau khi vua mất, Đại tướng Lục quân Nhật Bản là Nogi Maresuke mổ bụng tự sát. Cái chết của Nogi Maresuke đã thể hiện sự trọng danh dự của người chiến binh Nhật, đồng thời cho thấy Maresuke - không như người ta hiểu - vẫn còn nhớ chuyện vị tướng này phạm lỗi lầm mà không tự sát năm xưa.
Chi tiết về Lễ quốc tang được đăng trong tờ thời báo New York với lời nhận xét:
| “ | The contrast between that which preceded the funeral car and that which followed it was striking indeed. Before it went old Japan; after it came new Japan. | ” |

Tạm dịch:
| “ | Sự tương phản giữa phía trước và phía sau cái chết của ông vua này thật sự gây ấn tượng. Phía trước là một đất nước Nhật Bản cũ; phía sau là một đất nước Nhật Bản mới. | ” |

Hoàng thái tử Yoshihito (Gia Nhân) lên nối ngôi, tức là Thiên hoàng Đại Chính - vị Thiên hoàng thứ 123 trong lịch sử Nhật Bản. Ít lâu sau khi Thiên hoàng Minh Trị và Hoàng hậu Chiêu Hiến qua đời, năm 1920, Thiên hoàng Đại Chính xuống lệnh xây dựng Minh Trị Thần Cung ở quận Harakuju tại kinh đô Tōkyō để tưởng niệm vua cha. Ngày khánh thành Minh Trị Thần Cung cũng đồng thời là ngày kỷ niệm sinh nhật của Thiên hoàng. Đến tháng 4 năm 1945, không quân Hoa Kỳ dội bom xuống Tōkyō, toàn bộ các công trình thời đó bị hủy diệt. Năm 1958, với sự góp sức của toàn dân Nhật Bản, khu điện thờ ngày nay đã được xây dựng lại hoàn toàn mới. Và, từ năm 1927, Thiên hoàng Hirohito (Chiêu Hòa, 1925 - 1989) tuyên bố ngày 3 tháng 11 - sinh nhật của Thiên hoàng Minh Trị - trở thành một ngày lễ mang tên "lễ Minh Trị".

## Di sản: một nước Nhật mới

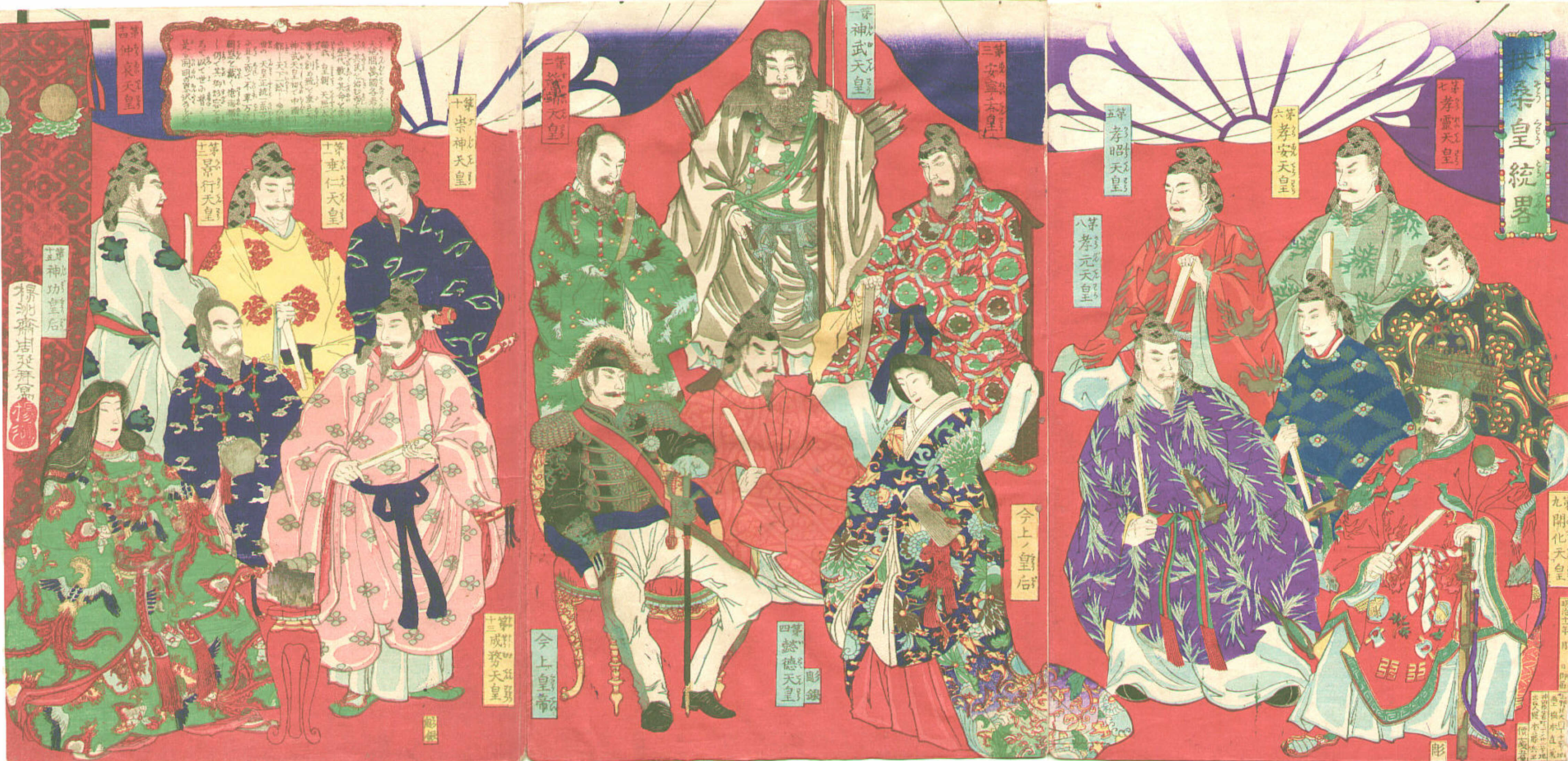
Dòng dõi nhà Yamato từ thời Thiên hoàng Jimmu đến Thiên hoàng Minh Trị.

Cuốn "Nước Nhựt Bổn - 30 năm Duy Tân" của Đào Trinh Nhất xem vị Nhật hoàng Minh Trị là "người sáng tạo ra nước Nhựt mới". Với bản tính can đảm, quyết đoán trong các đường lối sách lược và hết mực thương dân, ông được người dân Nhật Bản xem là đấng minh quân. Triều đại ông được ghi chép vào sử sách cận đại như một giai đoạn canh tân đất nước Mặt trời mọc. Minh Trị Duy Tân - cuộc đổi mới do triều đình Thiên hoàng thực hiện - được các Sử gia theo quan điểm Mác-xítXã hội Chủ nghĩa xem là cuộc cách mạng tư sản không triệt để, vì cách mạng vẫn không xóa bỏ vị thế trong chính phủ cũng như quyền chỉ huy quân đội của tầng lớp quý tộc (Daimyō) cùng với tầng lớp võ sĩ (Samurai). Dù sao thì cuộc Minh Trị Duy Tân cũng dẫn đến các thay đổi lớn lao trong cấu trúc xã hội và chính trị Nhật Bản, cũng như đem lại niềm vinh dự cho nước này: đưa nước Nhật thoát khỏi chế độ phong kiến cát cứ và sự lệ thuộc vào các nước đế quốc phương Tây, tiến lên chủ nghĩa tư bản và chủ nghĩa đế quốc, trở thành một quốc gia công nghiệp hiện đại. Không những thế, dưới triều vua Minh Trị, Nhật Bản trở thành đại đế quốc duy nhất nằm ở phương Đông vào giai đoạn hiện đại, đủ sức cạnh tranh với các đế quốc Nga, Đức, Anh và Hoa Kỳ tại vùng Đông Á. Chủ nghĩa quân phiệt Nhật Bản cũng được hình thành, cùng Nhật hoàng nắm quyền theo Hiến pháp năm 1889. Trong quá trình này, Thiên hoàng Minh Trị đã đóng góp rất nhiều công sức giúp cho các thế lực duy tân đánh bại chế độ Mạc phủ, tiến hành cải cách đất nước, đưa Nhật Bản đi lên con đường phồn vinh, phú cường.
Trang in điện tử Liên hiệp các hội khoa học và kỹ thuật Việt Nam (dẫn nguồn từ Tạp chí "Nhà quản lý" số 27 tháng 9/2005) có ghi nhận:
Nửa đầu thế kỷ XIX về trước, Nhật Bản là một quốc gia phong kiến lạc hậu, bên trong thì chia cắt, bên ngoài thì bị các quốc gia khác chèn ép, sỉ nhục. Vậy mà tất cả đã thay đổi kể từ năm 1868-năm đầu tiên của kỷ nguyên Minh Trị duy tân. Đây chính là thời điểm mà người Nhật tự mở cửa hội nhập với thế giới, sau hàng chục thế kỷ tự cô lập với bên ngoài. Chỉ trong vòng hai thập kỷ, công cuộc cải cách toàn diện, cơ bản về mọi mặt do Minh Trị khởi xướng và lãnh đạo đã đặt nền móng vững chắc đưa nước Nhật sang một thời đại mới. Nhật Bản đã nhanh chóng trở thành một trong những cường quốc trên thế giới.
Đánh giá và lý giải về sự phát triển "thần kỳ" của Nhật Bản bắt đầu từ cuối thế kỷ XIX, chúng ta không thể không nhắc đến sự lãnh đạo tài tình sáng suốt và tầm nhìn xa, trông rộng của Minh Trị Thiên Hoàng, người đã tiến hành những cải cách chính trị, xã hội phi thường, đem lại sự thịnh vượng cho Nhật Bản thông qua chính sách tự cường bằng con đường tích cực.
Trong tác phẩm Sử Trung Quốc hoàn thành năm 1982, học giả Nguyễn Hiến Lê so sánh giữa Thiên hoàng Minh Trị và Thái hậu Từ Hy của Trung Quốc như sau:
| “                | ...công việc duy tân ở Nhật tiến rất mau, chỉ từ 1872 đên 1900 đã theo kịp Âu Mĩ, năm 1905 thắng được một nước bạch chủng là Nga. Sử gia Mỹ Eberhard bảo như vậy là nhờ từ mấy thế kỷ trước Nhật đã có một giai cấp tư bản bourgeois (tức thương nhân) "cộng sinh" với giai cấp chư hầu (feudataire) lớn, giai cấp trên (bourgeois) để chuyển qua chế độ tư bản, còn giai cấp sau biến thành bọn đế quốc kiểu Âu. Có thể đó là một lý do quan trọng. Lý do chính là Minh Trị Thiên Hoàng sáng suốt, nhiệt tâm vì quốc gia dân tộc, còn Từ Hi thái hậu chỉ nghĩ đến quyền lời riêng: Bà ta lấy số tiền dự tính đóng chiến hạm theo kiểu Âu để sửa sang Di Hòa viên làm nơi tĩnh dưỡng cho bà lúc về già. | ” |
| — Nguyễn Hiến Lê | |   |

Trong suốt triều đại Minh Trị, nền văn hoá Tây Âu lan truyền vào Nhật Bản, được áp dụng trong nhiều lĩnh vực. Tuy nhiên, triều đình không áp đặt cái tư tưởng tự do, chế độ gia đình Tây Âu lên nước Nhật. Theo Mười hai người lập ra nước Nhật, cách gạn lọc này được gọi là "hồn Nhật Bản, tài Tây Âu". Truyền thống tư tưởng này khiến cho người Nhật luôn tiếp nhận những cái mới mẻ về văn hoá, kỹ thuật của nước ngoài. Dù là người chủ trì dự thảo và ban hành Hiến pháp Đế quốc Nhật Bản (1889) (mà theo đó Thiên hoàng và thế lực quân phiệt Nhật nắm giữ mọi quyền hành), thiết lập Nghị viện, phổ cập giáo dục, phát triển công nghiệp, đổi mới xã hội, hiện đại hóa quân đội, ông không quay lưng với những truyền thống lâu đời, chẳng hạn như quyền lực của Hoàng gia.
Bên cạnh đó, sự phát triển của kinh tế Nhật Bản khiến giai cấp công nhân Nhật Bản ngày càng bị bóc lột nặng nề và điều kiện làm việc ngày càng tồi tệ dẫn đến sự đấu tranh của giai cấp công nhân. Trước tình cảnh này, năm 1901, đảng Xã hội Dân chủ Nhật Bản được thành lập. Đồng thời, việc bóp chết phong trào Tự do và Dân quyền, những hoạt động bành trướng lãnh thổ do Thiên hoàng Minh Trị khởi xướng đã góp phần đem đến những tai họa cho các nước Đông Á và Đông Nam Á, kể cả nhân dân Nhật Bản. Tháng 11 năm 1905, một người vô chính phủ tên là Kōtoku Shūsui (sau bị hành hình) sang Hoa Kỳ nhằm "tự do chỉ trích 'Thiên hoàng Bệ hạ' cùng thể chế chính trị và kinh tế Nhật ở hải ngoại - nơi bàn tay lợi hại của 'Thiên hoàng Bệ hạ' không thể với tới", vì Shūsui xem ông là đinh chốt của chủ nghĩa tư bản Nhật. Ngày 1 tháng 6 năm 1906, Đảng Xã hội Cách mạng Nhật Bản được thiết lập. Trong các năm 1906 - 1907 Đảng này xuất bản một vài số của tạp chí "Cách mạng". Tạp chí này gọi ông là "một công cụ được điều khiển bởi bọn thống trị, với mục đích bóc lột nô dịch hoá quần chúng nhân dân".
Tuy nhiên, sinh thời ông từng sáng tác một bài Hoà ca theo thể đoản ca (tanka) có nội dung như sau:
| bản gốc: "よもの海 みなはらからと 思ふ世に など波風の たちさわぐらむ" |  | phiên âm romaji: "Yomo no umi mina harakara to omofu yo ni nado namikaze no tachi sawaguramu" |  | tạm dịch: Tất cả các đại dương trên thế giới Hãy tin rằng đều là bạn bè của tôi chúng ta không nên xung đột lẫn nhau |

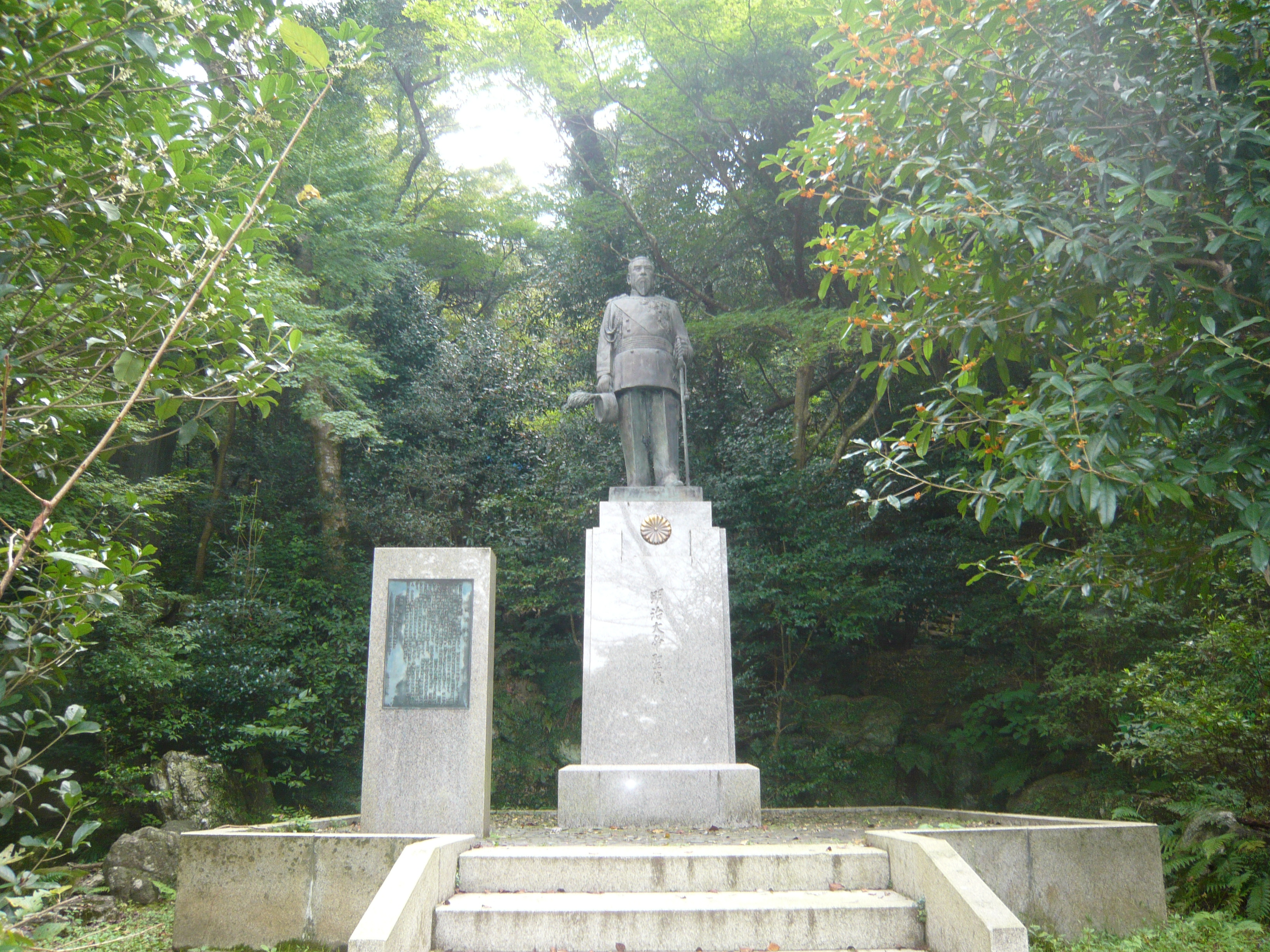
Tượng Thiên hoàng Minh Trị tại công viên Gifu.

Theo Bách khoa toàn thư Việt Nam, cuộc Minh Trị Duy Tân cũng có ảnh hưởng lớn đến các phong trào kháng chiến chống đế quốc thực dân phương Tây ở Trung Quốc, Việt Nam và các nước Đông Nam Á. (xem thêm các bài Phan Bội Châu, Tăng Bạt Hổ). Cùng với Pyotr Đại đế (1682 – 1725) - một minh quân trong lịch sử Nga, Thiên hoàng Minh Trị là nhân vật mà Khang Hữu Vi, người đề xướng phong trào Duy Tân (1898) trong lịch sử Trung Quốc, muốn noi gương để cứu vãn đất nước. Chiến thắng của Hải quân Đế quốc Nhật Bản trước Hải quân Đế quốc Nga tại eo biển Tsushima đã khiến cho nhân dân châu Á hết sức vui mừng, theo như Nguyễn Hiến Lê:
Nó đưa Nhật lên hàng liệt cường, Nhật thành một đế quốc có được ba đất thực dân: Đài Loan, Triều Tiên, Nam Mãn.
Ảnh hưởng của nó đối với Á Đông cực lớn. Nó làm ngưng trong một thời gian sự bành trướng của Nga ở Trung Hoa; Á Châu bắt đầu phục sinh là nhờ nó. Toàn cõi Á Châu khi nghe tin khổng lồ Nga "con gấu trắng Bắc Cực" bị "chú lùn da vàng" hạ thì nhảy múa, reo hò như chính mình đã thắng trận. Người Á có cảm tình ngay với Nhật vì Nhật đã rửa cái nhục chung của giống da vàng. Trung Hoa mong lật đổ gấp Nhà Thanh để duy tân như Nhật; Ấn Độ, Việt Nam, Miến Điện, Mã Lai... đều mơ tưởng độc lập và hai tên Minh Trị Thiên Hoàng, Y Đằng Bác Vân vang lên trong miệng các nhà ái quốc.
Từ thời kỳ Minh Trị (1868 – 1912) sang thời kỳ Đại Chính (1912 – 1926), chủ nghĩa tư bản Nhật phát triển nhanh chóng với những thành công trong và ngoài nước.
Đầu thế kỷ XX, ở Việt Nam thời Pháp thuộc, một bài thơ mang tên "Á Tế Á ca" (Bài ca châu Á) được sáng tác. Theo Đào Trinh Nhất thì "Á Tế Á ca" là bài thơ của Nguyễn Thiện Thuật, còn gọi là Tán Thuật. Bài "Á Tế Á ca" tôn vinh cuộc cải cách dưới triều vua Minh Trị và cho rằng người châu Á, đặc biệt là người Việt cùng các xứ Đông Dương nằm dưới ách thống trị của Pháp nên noi theo cuộc cải cách này. Bài thơ này có những đoạn kể đến công lao của Thiên hoàng, như "Sức Thần-võ riêng về một họ", "Vùng Phò-tang chói đỏ góc trời!, hay "Chốn kinh-thành Giang-hộ dời sang", "Giẹp(?) Mạc phủ, bỏ Phiên-bang",... Trích đoạn:
Cờ độc lập đứng đầu phất trước
Nhật Bản kia vốn nước đồng văn
Phương Đông nổi hiệu duy tân
Nhật hoàng Minh Trị anh quân ai bì...
Khen thay Nhật Bản anh tài
Từ nay vinh dự còn dài về sau...

## Trong văn hóa
Thiên hoàng Minh Trị là nhân vật trong các tiểu thuyết, phim ảnh sau:
- Tiểu thuyết Thời đại của Thiên hoàng (天皇の世紀) (Đại Phật Lang Thứ - 大佛次郎)
- Phim Thiên hoàng Minh Trị và Đại chiến Nga-Nhật (明治天皇と日露大戦争) (Tân Đông Bảo - 新東宝, năm 1957)
- Phim Thiên hoàng Minh Trị và Chiến tranh Nhật-Thanh (天皇・皇后と日清戦争) (Tân Đông Bảo - 新東宝, năm 1958）
- Phim Chân dung Thiên hoàng Minh Trị và Nogi Maresuke (明治大帝と乃木将軍)（Tân Đông Bảo - 新東宝, năm 1959）
- Tiểu sử của Thiên hoàng Minh Trị (明治大帝御一代記) (phim tài liệu, năm 1964)

- Nam diễn viên Shichiosuke Nakamura vào vai Thiên hoàng Minh Trị trong phim Võ sĩ đạo cuối cùng của Hollywood, công chiếu năm năm 2003. Phim kết hợp một hoàn cảnh lịch sử thuộc về cả chiến tranh Boshin (1868 - 1869) lẫn chiến tranh Tây Nam năm 1877, và vài cuộc nổi loạn của tầng lớp cựu samurai đầu triều Thiên hoàng Minh Trị. Trong phim, do ông còn trẻ nên bị tài phiệt Omura - 1 viên quan bán nước - lấn lướt, ép phải thực hiện theo chiêu bài "hiện đại hóa" của Omura. Ông còn hạ lệnh diệt trừ tận gốc người samurai Katsumoto, vốn là một trung thần của mình. Thiên hoàng có thông điệp vĩ đại trước triều đình Nhật như sau:

| “                      | Tổ tiên ta đã cai trị nước Nhật này từ 2.000 năm qua. Trong suốt thời gian đó, chúng ta đã ngủ vùi. Đêm qua, khi ngủ ta đã nằm mơ. Mơ thấy thống nhất đất nước. Mơ thấy một đất nước hùng mạnh, độc lập và hiện đại. | ” |
| — Thiên hoàng Minh Trị | |   |

Cũng trong phim, ông là vị Thiên hoàng thích canh tân đất nước, nhưng không bị những cái mới của phương Tây làm hoa mắt:
| “                      | Giờ đây chúng ta đã thức giấc. Chúng ta nay đã có đường sắt, đại pháo và quần áo phương Tây. Thế nhưng, chúng ta không được phép quên chúng ta là ai, đến từ đâu... | ” |
| — Thiên hoàng Minh Trị | |   |

## Gia quyến

### Song thân
- Cha:
  - Thiên hoàng Kōmei (Hiếu Minh)
- Mẹ:
  - Nakayama Yoshiko, Hoàng phi (gon no tenji) của Thiên hoàng Kōmei,

### Vợ
- Hoàng hậu:
  - Ichijō Masako, tức Chiêu Hiến Hoàng hậu. Ngày 2 tháng 9 năm 1867 đổi tên thành "Mỹ Tử" (Miko hay Haruko). Chiêu Hiến là Hoàng hậu Nhật Bản đầu tiên có hình ảnh được phổ biến rộng rãi trong công chúng, tuy nhiên một điều đáng tiếc là bà không thể có con với Thiên hoàng. Vì thế, 15 người con của Thiên hoàng Minh Trị là con của Thiên hoàng với 5 thị nữ của ông.
- Các Hoàng phi:
  - Homuro Mitsuko (1853 - 1873), không có nhiều thông tin về thị nữ Mitsuko, dù vậy bà đã sinh cho Thiên hoàng người con trai đầu lòng. Bà mất khi sinh đẻ.
  - Hashimoto Natsuko (1856 – 1873), không có nhiều thông tin về thị nữ Natsuko, dù vậy bà đã sinh cho Thiên hoàng người con gái đầu lòng và cũng chết khi sinh đẻ.
  - Yanagiwara Naruko (1855 – 1943)
  - Chigusa Kotoko (1855 – 1944)
  - Sono Sachiko (1867 – 1947)

### Con cái

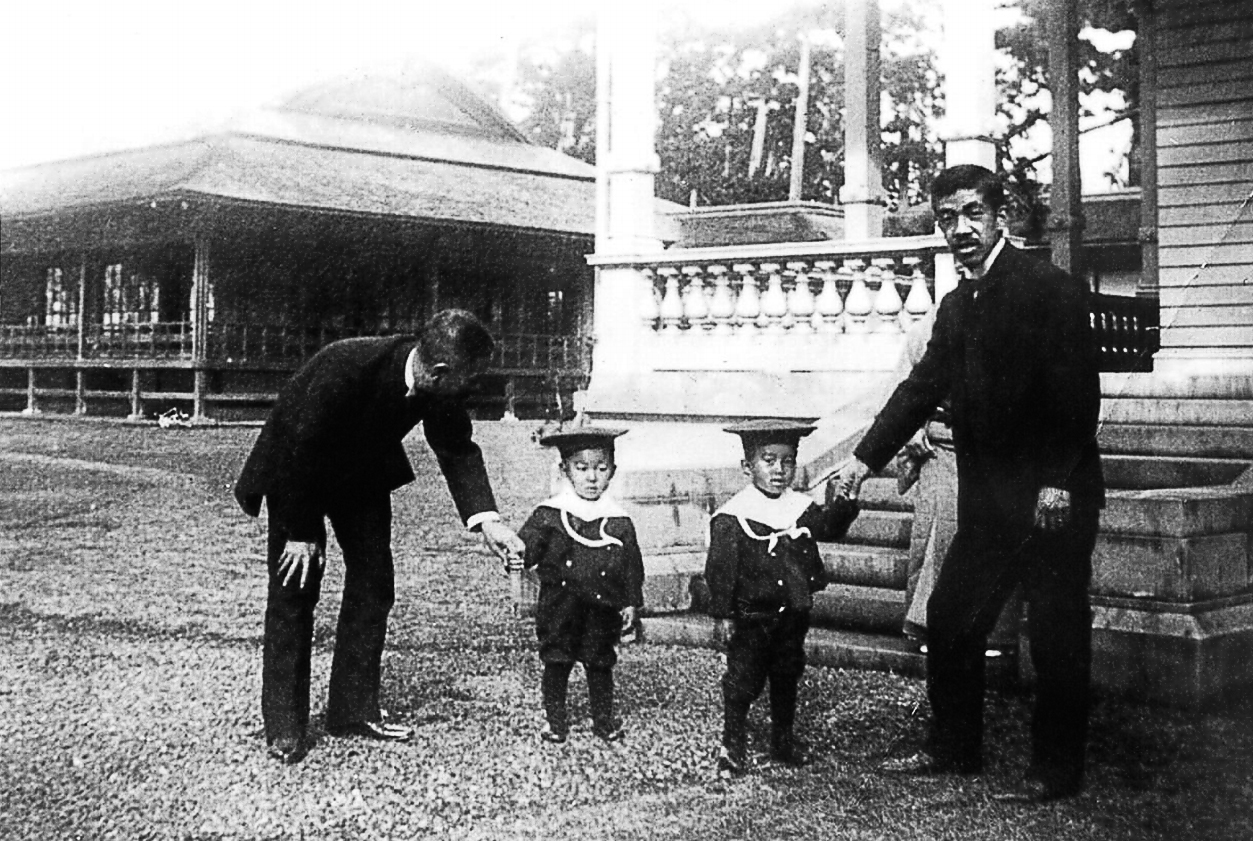
Đông cung Thái tử Yoshihito cùng hai con trai: Thân vương Michi Hirohito và Thân vương Atsu Yasuhito.

Ông có 15 người con, được sinh bởi các thị nữ chính thức. Trong số các con của ông, chỉ có năm người, một hoàng tử con của thị nữ Naruko (1855–1943), con gái của Yanagiwara Mitsunaru, và 4 công chúa con của thị nữ Sachiko (1867–1947), con gái cả của Bá tước Sono Motosachi, không bị chết yểu. Họ bao gồm:
- Thân vương Haru Yoshihito (Haru no miya Yoshihito Shinnō), con trai thứ ba, (31 tháng 8 năm 1879 – 25 tháng 12 năm 1926), được phong làm Đông cung Thái tử, sau này là Thiên hoàng Đại Chính (Taishō-tennō).
- Nội Thân vương Tsune Masako (Tsune-no-miya Masako Naishinnō, つねのみや まさこ, 常宮昌子内親王), con gái thứ sáu, (30 tháng 9 năm 1888 – 8 tháng 3 năm 1940), kết hôn với Vương tước Takeda Tsunehisa (Takeda-no-miya Tsunehisa ō, 22 tháng 9 năm 1882 – 23 tháng 4 năm 1919) ở Hoàng cung, Tōkyō, 30 tháng 4 năm 1908, và có con
- Nội Thân vương Kane Fusako (Kane-no-miya Fusako Naishinnō, かねのみや ふさこ, 周宮房子内親王), con gái thứ bảy, (28 tháng 1 năm 1890 – 11 tháng 8 năm 1974), kết hôn với Vương tước Kitashirakawa Naruhisa (Kitashirakawa-no-miya Naruhisa ō, 1 tháng 4 năm 1887 – 2 tháng 4 năm 1923) ngày 29 tháng 4 năm 1909 ở Hoàng cung, Tōkyō, và có con.
- Nội Thân vương Fumi Nobuko (Fumi-no-miya Nobuko Naishinnō, ふみのみや のぶこ, 富美宮允子内親王), con gái thứ tám, (7 tháng 8 năm 1891 – 3 tháng 11 năm 1933), kết hôn với Vương tước Asaka Yasuhiko (Asaka-no-miya Yasuhiko ō, 2 tháng 10 năm 1887 – 13 tháng 4 năm 1981) ngày 6 tháng 5 năm 1909 tại Hoàng cung, Tōkyō, và có con.
- Nội Thân vương Yasui Toshiko (Yasui-no-miya Toshiko Naishinnō, やすのみや としこ, 泰宮聡子内親王), con gái thứ 9, (11 tháng 5 năm 1896 – 5 tháng 3 năm 1978), kết hôn với Vương tước Higashikuni Naruhiko ngày 18 tháng 5 năm 1915 (Higashikuni-no-miya Naruhiko ô, 3 tháng 12 năm 1887 – 20 tháng 1 năm 1990), và có con.

Tất cả 15 người con của Thiên hoàng Minh Trị bao gồm:
| Tên                                           | Sinh                     | Mất                            | Mẹ                      | Vợ/chồng                                          |
| --------------------------------------------- | ------------------------ | ------------------------------ | ----------------------- | ------------------------------------------------- |
| Một hoàng tử 稚瑞照彦尊                       | 18 tháng 9 năm 1873      | 18 tháng 9 năm 1873            | Thị nữ Mitsuko 葉室光子 |                                                   |
| Một công chúa 稚高依姫尊                      | 13 tháng 11 năm 1873     | 13 tháng 11 năm 1873           | Thị nữ Natsuko 橋本夏子 |                                                   |
| Shigeko, Nội Thân vương Ume 梅宮薫子内親王    | 25 tháng 1 năm 1875      | 8 tháng 6 năm 1876             | Thị nữ Naruko 柳原愛子  |                                                   |
| Yukihito, Thân vương Take 建宮敬仁親王        | 23 tháng 9 năm 1877      | 26 tháng 7 năm 1878            | Thị nữ Naruko 柳原愛子  |                                                   |
| Yoshihito, Thiên hoàng Đại Chính 大正天皇嘉仁 | ngày 31 tháng 8 năm 1879 | 25 tháng 12 năm 1926 (47 tuổi) | Thị nữ Naruko 柳原愛子  | Hoàng hậu Trinh Minh 九条節子                     |
| Akiko, Nội Thân vương Shige 滋宮韶子内親王    | 3 tháng 8 năm 1881       | 6 tháng 9 năm 1883             | Thị nữ Kotoko 千種任子  |                                                   |
| Fumiko, Nội Thân vương Masu 増宮章子内親王    | 26 tháng 1 năm 1883      | 8 tháng 9 năm 1883             | Thị nữ Kotoko 千種任子  |                                                   |
| Shizuko, Nội Thân vương Hisa 久宮静子内親王   | 10 tháng 2 năm 1886      | 4 tháng 4 năm 1887             | Thị nữ Sachiko          |                                                   |
| Michihito, Thân vương Aki 昭宮猷仁親王        | 22 tháng 8 năm 1887      | 12 tháng 11 năm 1888           | Thị nữ Sachiko          |                                                   |
| Masako, Nội Thân vương Tsune 常宮昌子内親王   | ngày 30 tháng 9 năm 1888 | 8 tháng 3 năm 1940 (51 tuổi)   | Thị nữ Sachiko          | Tsunehisa, Vương tước Takeda 竹田宮恒久王         |
| Fusako, Nội Thân vương Kane 周宮房子内親王    | 28 tháng 1 năm 1890      | 11 tháng 8 năm 1974 (84 tuổi)  | Thị nữ Sachiko          | Naruhisa, Vương tước Kitashirakawa 北白川宮成久王 |
| Nobuko, Nội Thân vương Fumi 富美宮允子内親王  | 7 tháng 8 năm 1891       | 3 tháng 11 năm 1933 (42 tuổi)  | Thị nữ Sachiko          | Yasuhiko, Vương tước Asaka 朝香宮鳩彦王           |
| Teruhito, Thân vương Mitsu 満宮輝仁親王       | 30 tháng 11 năm 1893     | 17 tháng 8 năm 1894            | Thị nữ Sachiko          |                                                   |
| Toshiko, Nội Thân vương Yasu 泰宮聡子内親王   | 11 tháng 5 năm 1896      | 5 tháng 3 năm 1978 (81 tuổi)   | Thị nữ Sachiko          | Naruhiko, Vương tước Higashikuni 東久邇宮稔彦王   |
| Takiko, Nội Thân vương Sada 貞宮多喜子内親王  | 1897                     | 1899                           | Thị nữ Sachiko          |                                                   |

### Sách in
Tiếng Việt
- Thẩm Kiên (chủ biên) (2003). Thập đại tùng thư: 10 Đại hoàng đế thế giới. Thành phố Hồ Chí Minh: Nhà xuất bản Văn hóa Thông tin. ISBN 8-935073-0023. {{Chú thích sách}}: Kiểm tra giá trị |isbn=: số con số (trợ giúp); Đã bỏ qua tham số không rõ |đồng tác giả= (trợ giúp)
- Sakaiya Taichi, Mười hai người lập ra nước Nhật, Chương I: Thái tử Shotoku, Đặng Lương Mô biên dịch, Nhà xuất bản Chính trị Quốc gia, Hà Nội, 2004
- Sakaiya Taichi, Mười hai người lập ra nước Nhật, Chương VIII: Okubo Toshimichi, Đặng Lương Mô biên dịch, Nhà xuất bản Chính trị Quốc gia, Hà Nội, 2004
- Nguyễn Hiến Lê, Sử Trung Quốc (1997), hoàn thành năm 1982, tập II in chung với tập III, Hà Nội: Nhà xuất bản Văn hóa.
- Tác giả Đào Trinh Nhất (1936). Nước Nhựt Bổn - 30 năm Duy Tân. Đắc-lập, Huế.{{Chú thích sách}}:  Quản lý CS1: địa điểm thiếu nhà xuất bản (liên kết)

Tiếng Anh
- Breen, John,'The Imperial Oath of April 1868: ritual, power and politics in Restoration Japan', Monumenta Nipponica, 51, 4 (1996)
- Keene, Donald (2002). Emperor of Japan: Meiji and His World, 1852–1912. New York: Columbia University Press. ISBN 023112340X. OCLC 46731178.
- Gordon, Andrew (2009), A Modern History of Japan (ấn bản thứ 2), Oxford University Press, ISBN 978-0-19-533922-2
- Seagrave, Sterling and Seagrave, Peggy (1999): "The Yamato Dynasty", New York: Broadway Books, ISBN 0-7679-0496-6.
- Jansen, Marius B. (2002). The Making of Modern Japan. Harvard. ISBN 0-674-00991-6.
- Jansen, Marius (1995), The Emergence of Meiji Japan, Cambridge University Press, ISBN 978-0-521-48405-3
- Keene, Donald (2005). Emperor of Japan: Meiji and His World, 1852–1912. Columbia. ISBN 0-231-12340-X.
- Ponsonby-Fane, Richard Arthur Brabazon. (1963). Vicissitudes of Shinto. Kyoto: Ponsonby Memorial Society. OCLC 36655
- Shillony, Ben-Ami (2001) [1981]. Politics and culture in wartime Japan (ấn bản thứ 2). Vương quốc Anh: Oxford University Press. ISBN 0-19-820260-1. Truy cập ngày 15 tháng 4 năm 2010.</ref>
- Layton, Edwin T. (2006) [1985]. "And I was there": Pearl Harbor and Midway--breaking the secrets . New York: Naval Institute Press. ISBN 978-1-59114-450-7. Truy cập ngày 16 tháng 4 năm 2010. {{Chú thích sách}}: Kiểm tra giá trị |isbn=: giá trị tổng kiểm (trợ giúp); Đã bỏ qua tham số không rõ |đồng tác giả= (trợ giúp)</ref>

Tiếng Nhật
- Hagiwara Kōichi (2004). 図説 西郷隆盛と大久保利通 (Minh họa cuộc đời Saigō Takamori và Okubo Toshimichi) ISBN 4-309-76041-4, 2004 (tiếng Nhật)
- Polak Christian (2002). 日仏交流の黄金期　Soie et Lumière, L'Âge d'or des échanges Franco-Japonais (bằng tiếng Nhật và tiếng Pháp). Hachette Fujingaho.
- Polak Christian và ctv. (1988). 函館の幕末・維新 "End of the Bakufu and Restoration in Hakodate." ISBN 4-12-001699-4.
- Đền thờ Tōgō và hội Tōgō (東郷神社・東郷会), Togo Heihachiro trong ý niệm: điển hình của Hải quân Nhật Bản dưới thời Minh Trị (図説東郷平八郎、目で見る明治の海軍), (tiếng Nhật)

Tiếng Pháp
- Le Monde Illustré, số 583, 13-6-1868
- Polak Christian (2002). 日仏交流の黄金期　Soie et Lumière, L'Âge d'or des échanges Franco-Japonais (bằng tiếng Nhật và tiếng Pháp). Hachette Fujingaho.
- Satow, Ernest (1968) [1921]. A Diplomat in Japan. Tokyo: Oxford.